# Liste fiktionaler Tiere
Diese Liste fiktionaler Tiere enthält erfundene Tiere nach einem biologischen Vorbild in Literatur, Kinofilmen, Comics, Fernsehserien und in der Werbung. Die Einträge umfassen sowohl stilisierte (z. B. als Logo) wie auch personifizierte (z. B. als Figur oder Begleiter) Tiere. Nicht enthalten sind hingegen sagenhafte oder mythologische Tiere, Fabelwesen, Maskottchen sowie unspezifische Fabelnamen aus der historischen Literatur.

## Affen
- Abu (aus dem Zeichentrickfilm Aladdin und dessen Realverfilmung)
- Äffle (aus Äffle und Pferdle, schwäbische Zeichentrickfigur, seit 1963 Partner des Pferdle in den Kurzfilmen von Armin Lang im Werbefernsehen des Südwestdeutschen Rundfunks)
- Bada und Bing (Gorillas aus der Kinderserie Die Pinguine aus Madagascar)
- Beppo der Superaffe (aus den Superman-Comics)
- Der Bibliothekar (Orang-Utan aus den Scheibenwelt-Romanen von Terry Pratchett)
- Bobo T. Chimpanzee (Figur von DC-Comics und Schimpanse mit überragender Intelligenz, der als Detective Chimp Kriminalfälle löst)
- Buddhist Monkey (Mönch aus der Zeichentrickserie Happy Tree Friends)
- Caesar (Schimpanse aus den Neuverfilmungen von Planet der Affen)
- Charly (Schimpanse aus der ZDF-Familienserie Unser Charly)
- Cheeta (Schimpanse, Begleiterin von Tarzan in den Romanen von Edgar Rice Burroughs)
- Coco – Der neugierige Affe (im Original „Curious George“; Protagonist einer Reihe von vorwiegend in den USA bekannten Kinderbüchern mit gleichem Titel, geschrieben von Hans Augusto Rey und Margret Rey)
- Conga und Chimpy (ein Gorilla und ein Schimpanse aus dem Videospiel Banjo-Kazooie für Nintendo 64, Parodien auf Donkey und Diddy Kong)
- Dr. Cornelius (humanoider Schimpanse aus dem Film Planet der Affen nach dem gleichnamigen Roman von Pierre Boulle)
- Donkey Kong (Gorilla aus den gleichnamigen Videospielen von Nintendo)

weitere Affen daraus:
- Chunky Kong (Silberrücken-Gorilla aus Donkey Kong 64)
- Cranky Kong (Großvater oder Vater Donkey Kongs)
- Diddy Kong (Klammeraffe, der Neffe von Donkey Kong)
- Dixie Kong (Schimpansenmädchen, die Freundin von Diddy Kong)
- Lanky Kong (Orang-Utan aus Donkey Kong 64)
- Tiny Kong (Schimpansenmädchen aus Donkey Kong 64)

- Enkō no Enma (aus der Manga- und Anime-Serie Naruto)
- Fipps (aus Fipps, der Affe, Bildergeschichte von Wilhelm Busch, 1879)
- Gil Braltar (Anführer einer Affenhorde nach Jules Verne, welchen beinahe die Eroberung Gibraltars gelang)
- Herr Nilsson (aus den Pippi-Langstrumpf-Kinderbüchern von Astrid Lindgren)
- Jack (aus dem Spielfilm Pirates of the Caribbean)
- Joko (aus den Comics Jo und Jette von Hergé)
- Judy (Schimpanse aus der Fernsehserie Daktari)
- Kar (Freund Akims, aus den Comics Akim, Sohn des Dschungels von Augusto Pedrazza und Hansrudi Wäscher)
- King Kong (Riesengorilla aus dem gleichnamigen Filmklassiker und den Remakes)
- King Louie (Orang-Utan aus Rudyard Kiplings Das Dschungelbuch und dessen Verfilmungen)
- Kleiner Dodo (Orang-Utan aus der Serie Kleiner Dodo, Film Kleiner Dodo)
- Krakelius Kreckeckeck (aus der Tiergeschichte Der Oberaffe von Manfred Kyber)
- Lancelot Link (Schimpanse als Geheimagent aus der US-amerikanischen Serie Lancelot Link, Secret Chimp, ausgestrahlt von 1970 bis 1972)
- Lazlo (Klammeraffe aus der Zeichentrickserie Camp Lazlo)
- Link (Orang-Utan aus dem Film Link – Der Butler)
- Little Coco (im Original: „Lukinho“, „Cocinho“, „Sparta“ oder „Susinho“; tierisch-verrückter Star einer auf den Kornaten gedrehten kroatischen Kindersendung)
- Louie (Orang-Utan aus Käpt’n Balu und seine tollkühne Crew, Besitzer des Restaurants „Louie’s“)
- Ludwig (extrem fröhlicher und sportlicher Dörfler aus der Videospielreihe Animal Crossing, Parodie auf Donkey Kong und Super Marios Bruder Luigi, besonderes Merkmal: Luigi-Outfit)
- Magilla Gorilla (von Hanna-Barbera aus der gleichnamigen Trickserie)
- Mason (Schimpanse aus den Madagascar-Trickfilmen)
- Mojo (aus der Zeichentrickserie Die Simpsons)
- Monkey King (chinesischer Zeichentrickfilm von 1964, Monkey King Causes Havoc In Heaven)
- Der angebliche junge Neffe aus England (in Wilhelm Hauffs Märchen Der Affe als Mensch aus dem Märchen-Almanach auf das Jahr 1827)
- Phil (Schimpanse aus den Madagascar-Trickfilmen)
- Rafiki (Pavian aus Der König der Löwen)
- Ronny (Moderator der Musiksendung Ronny’s Pop Show, synchronisiert von Otto Waalkes)
- Rotpeter (Mensch gewordener Affe in Franz Kafkas Erzählung Ein Bericht für eine Akademie)
- Sam (Schimpanse, der in Gebärdensprache kommunizieren kann, in T. C. Boyles Roman Sprich mit mir)
- Shift (bzw. Listig; sprechender Affe aus The Chronicles of Narnia VII – The Last Battle)
- Mr. Teeny (kettenrauchender Affe aus der Serie Die Simpsons, begleitet öfters den Clown Krusty)
- Toto (aus der Fernsehserie Daktari)
- „Trigema“-Affe (trat erstmals Mitte der 1990er-Jahre in einem Werbespot als Ansager verkleidet auf: „… Ich trage Trigema, weil ich kein Kamel bin!“)
- Dr. Zaius (humanoider Orang-Utan aus dem Film Planet der Affen nach dem gleichnamigen Roman von Pierre Boulle)
- Dr. Zira (humanoide Schimpansin aus dem Film Planet der Affen nach dem gleichnamigen Roman von Pierre Boulle)

## Ameisen
- „Ameisen der besonders großen Art“ (aus Goethes Faust zweiter Teil)
- Antony (aus dem Film Ant-Man von Marvel)
- Atom Ameise (im Original „Atom Ant“; Erstausstrahlung: Hanna-Barbera für NBC-TV, 12. September 1965)
- Charly (aus der Zeichentrickserie Die blaue Elise)
- Ferdinand (aus den Kinderbüchern von Ondřej Sekora)
- Flik und weitere Charaktere (aus dem Animationsfilm Das große Krabbeln)
- Max Butziwackel der Ameisenkaiser (Original: Ciondolino; Kinderbuch von Luigi Bertelli (Vamba), 1895, deutsche Übersetzung 1920)
- Paul Emsig (Ameise aus der Zeichentrickserie Biene Maja)
- Z und weitere Figuren (aus dem Animationsfilm Antz)
- Zwei „Hamburger Ameisen“ (die „nach Australien reisen wollten“, aus dem Gedicht Die Ameisen von Joachim Ringelnatz)

## Ameisenbären
- Die blaue Elise (aus der gleichnamigen Zeichentrickserie). In der amerikanischen Originalversion (The Ant and the Aardvark) wurde sie allerdings nicht als Ameisenbär, sondern als Erdferkel bezeichnet, was sich auch in ihrem Aussehen spiegelt, und war zudem männlichen Geschlechts.
- Sniffles (aus der Zeichentrickserie Happy Tree Friends)

## Bären
- Atta Troll (Bär aus dem gleichnamigen Gedicht von Heinrich Heine)
- Baba (enthalten im Logo der Bärchenpost TeddyDelivery)
- Balu (im Original: „Baloo“; aus Rudyard Kiplings Das Dschungelbuch und dessen Verfilmungen)
- Banjo (aus dem Rareware-Spiel Banjo-Kazooie für das Nintendo 64)
- Barney Bär (im Original: „Barney Bear“, Zeichentrick- und Comicfigur)
- Basilius Mummelpelz (Braunbär aus der Tiergeschichte Basilius Mummelpelz und Hieronymus Kragenpeter von Manfred Kyber)
- Ben (Schwarzbär aus der Fernsehserie Mein Freund Ben)
- Bernard (Polarbär aus der gleichnamigen 3D-Animationsserie auf KiKA)
- Bär (verwunschener Prinz aus dem Märchen Schneeweißchen und Rosenrot)
- „Bärenmarke“-Bär (aus der Werbung)
- Der große Bär (aus der Puppenfilmserie Der Bär im großen blauen Haus von Jim Henson)
- Boog (Grizzlybär aus dem Animationsfilm Jagdfieber)
- Die drei Bären (aus dem Märchen Goldlöckchen und die drei Bären)
- Buddy Bär und United Buddy Bears, Kunstausstellungen im öffentlichen Raum
- Bummi (Hauptfigur der gleichnamigen Kinderzeitschrift)
- Bussi Bär (aus der gleichnamigen Comicserie von Rolf Kauka)
- Buntbären, u. a. Käpt’n Blaubär (aus der Welt von Walter Moers)
- „Charmin“-Bär (aus der Werbung)
- Der Bär (ein namenloser Bär aus der Zeichentrickserie Abenteuer mit Timon und Pumbaa)
- Der kleine Bär (aus den Kinder-Bilderbüchern von Janosch)
- Disco Bear (Grizzly aus der Zeichentrickserie Happy Tree Friends)
- Familie Bär (aus der Zeichentrickserie Geschichten aus dem Bärenland)
- Familie Petz (aus der gleichnamigen österreichischen Betthupferl-Serie, bestehend aus Großvater Petz, Mutter Petz, Vater Petz und dem Enkelkind Pezi)
- Flippy (grüner Bär aus der Zeichentrickserie Happy Tree Friends) und sein böses Ich Fliqpy
- Fozzie (aus der Muppet Show)
- Freddy Fazbear (Haupt-Antagonist der Spielereihe Five Nights at Freddy’s)
- „Goldbären“ (Gummibärchen von Haribo, ursprünglich: „Tanzbären“)
- Glücksbärchis (aus der gleichnamigen Zeichentrickserie)
- Gummibären (aus der Zeichentrickserie Disneys Gummibärenbande)
- Hieronymus Kragenpeter (Kragenbär aus der Tiergeschichte Basilius Mummelpelz und Hieronymus Kragenpeter von Manfred Kyber)
- Humphrey (aus den Donald Duck-Comics)
- „Hustinetten“-Bär (aus der Werbung)
- Kalle (Eisbär als Comedy-Handpuppe im Programm von René Marik)
- Käpt’n Blaubär (aus der Welt von Walter Moers)
- Kenai (Figur, die im Film Bärenbrüder in einen Bären verwandelt wird)
- Kirmesbär (regional in Hessen und Thüringen, Kirmesbursche in Bärenkostüm)
- Koda (Wegbegleiter von Kenai im Film Bärenbrüder)
- Die Kuschelbären (aus der gleichnamigen polnisch-deutschen Puppentrickserie von 1983 über die drei Teddybären Knopfauge, Samtpfötchen und Plüschohr, basierend auf dem Kinderbuch Was drei kleine Bären im Wald erlebten von Margarete Thiele)
- Lars (aus der Kinderbuchreihe Der kleine Eisbär und deren Verfilmungen)
- Li-La-Launebär (aus der gleichnamigen Fernsehsendung)
- Little John (aus dem Zeichentrickfilm Robin Hood)
- Michka (aus der russischen Animationsserie Mascha und der Bär)
- Noah (Eisbär aus der Zeichentrickserie Oiski! Poiski! – Neues von Noahs Insel)
- Oliver Bommel (Begleiter von Tom Puss)
- Paddington Bär (Kinderbuchfigur von Michael Bond)
- Petzi (im Original „Rasmus Klump“; aus der gleichnamigen Comicreihe)
- Po (aus dem Film Kung Fu Panda von Dreamworks)
- Pop und Cub (älterer Bär und sein Sohn aus der Zeichentrickserie Happy Tree Friends)
- Pu der Bär (im Original: „Winnie-the-Pooh“; aus den Romanen von Alan Alexander Milne)
- Rilakkuma (Figur für Merchandise-Produkte des japanischen Unternehmens San-X)
- Samson (aus dem Rahmenprogramm der Fernsehserie Sesamstraße, seit einigen Jahren durch seinen Vetter Simson, mit Schirmmütze, ergänzt)
- Shardik oder Mir (Wächter des Balkens von Bär und Schildkröte aus der Fantasy-Romanreihe Der Dunkle Turm von Stephen King)
- State o’ Maine (dressierter Schwarzbär in John Irvings Roman Das Hotel New Hampshire)
- Der Tanzbär (Gedicht von Gotthold Ephraim Lessing)
- Tao Tao (Pandabär in der gleichnamigen Zeichentrickserie)
- Ted (aus der Sandmännchen-Geschichtenserie Ted und Luzi)
- Ted (aus dem gleichnamigen Film)
- Tooty (Schwester von Banjo aus dem Nintendo-Spiel Banjo-Kazooie für das N64)
- Die Top Ten Teddies (von André Roche für das „Überraschungsei“ von Ferrero)
- Vincent (aus dem 3D-Animationsfilm Ab durch die Hecke)
- Yogi Bär (im Original „Yogi Bear“; aus den gleichnamigen Trickserien von Hanna-Barbera)

## Beos
- Blacky/Blackbeard (der Beo aus Die drei Fragezeichen)
- Padde (aus dem Kinderbuch die Piratenamsel von Uwe Timm)

## Beuteltiere
- Crash Bandicoot (Computerspielprotagonist)

## Biber
- Biba Blendi (aus der Zahnpastawerbung)
- Die Biber Brüder (aus der gleichnamigen Zeichentrick-Serie)
- Buddy (aus dem Song Buddy Biber von den Wise Guys)
- Chack (aus der japanischen Zeichentrickserie Chack der Biber)
- Handy (aus der Zeichentrickserie Happy Tree Friends)
- Herr und Frau Biber (aus der Romanserie Die Chroniken von Narnia von C. S. Lewis)
- Lindenbaum (Biberjunges aus der Zeichentrickserie Yakari)
- Der Obi-Biber (Werbefigur der Baumarktkette Obi)
- Reilly (Kanadischer Biber aus dem Animationsfilm Jagdfieber)
- Toothy (aus der Zeichentrickserie Happy Tree Friends)

## Bienen
- Barry B. Benson (aus dem Animationsfilm Bee Movie – Das Honigkomplott von 2007)
- Bi-Ba-Bumsebiene (von Stefan Horn auf der inzwischen geschlossenen Internetseite ballz.de erfundenes Musikvideo, später durch Klingeltonwerbung bekannt gemacht)
- drei namenlose Bienen sowie ihre Königin und deren Gefolge (aus der Zeichentrickserie Tom und das Erdbeermarmeladebrot mit Honig)
- Flitz (im japanischen Original Hatchi bzw. Hutch; aus der Zeichentrickserie Flitz das Bienenkind)
- Honig-Bini, Praktikantin der Herrin des Honigs (aus dem Videospiel Banjo-Tooie für das Nintendo 64)
- Maja (aus den Romanen Die Biene Maja und ihre Abenteuer und Himmelsvolk von Waldemar Bonsels und der gleichnamigen Zeichentrickserie)
- Biene Mayer (aus der Biene-Maja-Parodie Biene Mayer)
- Biene Nimmersatt (aus dem Kinderbuch Kleine Biene Nimmersatt)
- Queenie und ihr Gefolge (aus einer Episode der Zeichentrickserie Chip und Chap – Die Ritter des Rechts)
- Biene Summherum (Titelfigur eines Gesellschaftsspieles)
- Puddingbrumsel (aus Katze mit Hut)
- Sumsi (Comic-Werbefigur der Raiffeisenbanken)
- Willy (aus der Zeichentrickserie Die Biene Maja)

## Dachse
- Cornelius Dachs (aus dem Zeichentrickfilm Meister Dachs und seine Freunde)
- Dachs (aus dem Kinderbuchklassiker Der Wind in den Weiden)
- Dachs und später der junge Dachs Höfele, aus der Kinderbuchreihe Als die Tiere den Wald verließen von Colin Dann (1979)
- Dennis, der Dachs (aus der Zeichentrickserie Doctor Snuggles)
- Dominik Dachs (im Original Bill Badger; aus den gleichnamigen Kinderbüchern von Denys Watkins-Pitchford)
- Detektiv Dachs (aus den gleichnamigen Kinderbüchern)
- Frau Dachs und der kleine Dachs (aus Kleiner Rabe Socke)
- Mitternacht (aus der Buchreihe Warrior Cats)
- Wilhelm (aus dem Kinderbuch Der kleine dicke Ritter von Robert Bolt)
- Gupta (als Piratenflagge dienender Dachs aus Ice Age 4)

## Delfine
- Daniel Alexander Delfin (aus dem Roman Der träumende Delfin von Sergio Bambaren)
- Darwin (aus der Fernsehserie seaQuest DSV)
- Delfine (aus Per Anhalter durch die Galaxis)
- Delfy und seine Freundin Delfina (aus der Zeichentrickserie Delfy)
- Dr. Seltsam und seine Schwester Doris (aus der Fernsehserie Die Pinguine aus Madagascar)
- Flipper (aus den gleichnamigen Fernsehserien und Filmen)

## Dinosaurier
- Denver (aus der Zeichentrickserie Denver, der letzte Dinosaurier)
- Dino (das Haustier der Familie Feuerstein)
- Dino (aus Bibi Blocksberg)
- Dinobabies (aus der gleichnamigen Kinderserie)
- Die Drolly Dinos bzw. Dapsy Dinos (kreiert vom Designer André Roche für das Überraschungsei von Ferrero)
- Extreme Dinosaurs (Hauptfiguren der gleichnamigen Zeichentrickserie für Kinder)
- Gertie the Dinosaur (eine Zeichentrickfigur von Winsor McCay)
- Godzilla (durch Radioaktivität wieder zum Leben erweckt und mutiert, aus den gleichnamigen Filmen und der gleichnamigen Serie)
- Littlefoot und seine Freunde (aus der Filmreihe In einem Land vor unserer Zeit)
- Sauri und seine Freunde (Hauptfigur aus der Hörbuchserie Geschichten vom kleinen Dinosaurier)
- Die Familie Sinclair (aus der Serie Die Dinos)
- Urmel (aus der Buchreihe Urmel aus dem Eis von Max Kruse und deren Verfilmungen)
- Yoshi (Videospielfigur von Nintendo)
- Spitzenhäubchen (aus der Serie Runaways)

## Dodos
- Dodo (aus dem Kinderbuch Alice im Wunderland von Lewis Carroll und den darauf beruhenden Filmen)
- Dodo (aus der Zeichentrickserie Oggy und die Kakerlaken)
- Dodo (aus der gleichnamigen Zeichentrickserie)
- Dodos (aus dem Film Ice Age)
- Gogo Dodo (aus der Fernsehserie Tiny Toon Abenteuer)
- Pickwick (ein geklonter Dodo, Haustier der Romanheldin Thursday E. Next aus dem Romanzyklus von Jasper Fforde)
- Polly (aus dem Animationsfilm Die Piraten! – Ein Haufen merkwürdiger Typen)

## Eichhörnchen, Streifenhörnchen, andere Nagetiere
- Ahörnchen und Behörnchen (in neueren Übersetzungen „Chip & Chap“, im Original „Chip & Dale“; Comic- und Trickfilmfiguren von Disney)
- Bobo Siebenschläfer, aus der Trickfilmserie und Kinderbuchreihe von Markus Osterwalder
- C- & F-Hörnchen (Parodie von Mundstuhl auf A- und Behörnchen)
- Chipettes (Streifenhörnchen, fiktionale weibliche Musikgruppe in der Zeichentrickserie Alvin und die Chipmunks)
- Chipmunks (Streifenhörnchen der fiktionalen Musikgruppe und Zeichentrickserie Alvin und die Chipmunks)
- Conker (aus den Videospielen Diddy Kong Racing, Conker’s Bad Fur Day (beide N64) bzw. Conker Live and Reloaded (Xbox))
- Cro-Marmot (prähistorisches Murmeltier aus der Zeichentrickserie Happy Tree Friends)
- Giggles (Streifenhörnchen aus der Zeichentrickserie Happy Tree Friends)
- Hammy (Eichhörnchen aus Ab durch die Hecke)
- Knuspel (Eichhörnchen aus der Kinderserie Tupu – Das wilde Mädchen aus dem Central Park)
- Mao (Gleithörnchen aus der Serie Darker than Black: Ryūsei no Gemini)
- Nusper (aus den Erzählungen von Beatrix Potter)
- Nutty (grünes Eichhörnchen aus der Zeichentrickserie Happy Tree Friends)
- Pips (im französischen Original „Spip“; Eichhörnchen aus der Comic-Serie Spirou und Fantasio)
- Preshauns (eichhörnchenähnliche Wesen aus der französischen Comic-Serie Ekhö – Spiegelwelt)
- Puschel (aus der Anime-Serie Puschel, das Eichhorn)
- Sandy Cheeks (aus der Zeichentrickserie SpongeBob-Schwammkopf)
- Scrat & Scratte (Säbelzahneichhörnchen aus dem Animationsfilm Ice Age)
- Skippy & Slappy (aus der Fernsehserie Animaniacs)
- Splendid (Flughörnchen aus der Zeichentrickserie Happy Tree Friends)
- The Nutty Squirrels (deutsch „Die verrückten Eichhörnchen“; eine Chipmunks-Nachahmung)
- Twitchy (rasender Zeitungsfotograf aus dem Animationsfilm Die Rotkäppchen-Verschwörung)
- Tammy und Bink (im Original „Tammy & Binky Squirrel“; zwei weibliche Trickfilmfiguren aus Chip und Chap – Die Ritter des Rechts, im Original Chip ’n Dale Rescue Rangers)
- Ulysses, Eichhörnchen mit Superkräften aus dem Kinderbuch Flora & Ulysses sowie der gleichnamigen Verfilmung
- Willi (Eichhörnchen aus dem Puppenspiel Bill Bo und seine Kumpane der Augsburger Puppenkiste)

## Eidechsen
- Bart Junior und Zirpy (im Original „Chirpy“; aus der Zeichentrickserie Die Simpsons)
- Harry, Gecko im Hause des Polizeiinspektors in der TV-Serie Death in Paradise
- Zappergeck (kleines Reptil aus dem Kinderbuch Katze mit Hut)

## Elche
- Adalbert B. Lumpus (aus der Zeichentrickserie Camp Lazlo)
- Graufell (aus Selma Lagerlöfs Roman Die wunderbare Reise des kleinen Nils Holgersson mit den Wildgänsen)
- Klootz (das telepathisch veranlagte Reittier des Titelhelden aus Sterling E. Laniers „post-doomsday“ Roman Hieros Reise)
- Lumpy (aus der Flashanimationsserie Happy Tree Friends)
- Moose (der sprechende Elch aus dem Weihnachtsfilm Es ist ein Elch entsprungen)
- Tony Chopper (aus dem Anime One Piece, eigentlich im Original ein Rentier)
- Benny und Björn (aus dem Zeichentrickfilm Bärenbrüder)
- Rudolph, Donner und Blitz (aus der Serie Weihnachtsmann & Co. KG)

## Elefanten
- Babar (König der Elefanten, aus der Kinderbuchreihe Babar der Elefant)
- Baroi (aus Akim, Neue Abenteuer, Norbert Hethke Verlag, Nr. 25)
- Benjamin Blümchen (Zeichentrick- und Hörspielfigur von Elfie Donnelly)
- blaue Elefanten (in „Schlachtet die blauen Elefanten!“ von Melchior Schedler)
- Burt (aus der Fernsehserie Die Pinguine aus Madagascar)
- (Colonel) Hathi (aus Rudyard Kiplings Das Dschungelbuch und dessen Verfilmungen)
- der rote Elefant (das Logo der Kinder-Schuhmarke Elefanten-Schuh)
- Dumbo (aus dem Zeichentrickfilm Dumbo, der fliegende Elefant)
- blauer Elefant (aus der Sendung mit der Maus)
- Elmar, der Elefant (in der Elmar-Bücherreihe von David McKee)
- Die Funny Fanten (= „Elefantos“ in Frankreich, „Elefantao“ in Italien sowie weltweit viele weiteren Namen; vom Designer André Roche für verschiedene Ferrero-Produkte)
- Grünofant (der runde grüne Elefant des gleichnamigen Waldmeistereises von Langnese (1975–1978))
- Heffalumps (elefantenähnliche Fantasiewesen aus Alan Alexander Milnes Pu der Bär)
- Mûmakil (= Olifanten; aus Der Herr der Ringe von J.R.R. Tolkien)
- Nalagiri Lappenhaut (indischer Elefant aus der Tiergeschichte Der Oberaffe von Manfred Kyber)
- Ngumbe (Mitbewohner in Sarah Burrinis Wohngemeinschaft aus Das Leben ist kein Ponyhof)
- Oskar (der Elefant in Erich Kästners Die Konferenz der Tiere)
- Ottifanten (Comicfiguren von Otto Waalkes)
- Raj (indischer Elefant aus der Zeichentrickserie Camp Lazlo)
- Rosa Elefanten (die vor allem im Trickfilm als Ersatz für Weiße Mäuse als Illustrierung eines starken Rauschzustandes genutzt werden, z. B. Pinky, der rosa Elefant von Barney Gumble aus der Zeichentrickserie Die Simpsons und in dem Zeichentrickfilm Fantasia)
- Stampfi (englisch „Stampy“; der Elefant, den Bart Simpson in einer Radio-Show gewinnt)
- Tantor (aus Tarzan – Jungle Tales of Tarzan nach Edgar Rice Burroughs)
- Taj (guter Geist der Insel Funoria aus dem Videospiel Diddy Kong Racing für das Nintendo 64 und den 3DS)
- Wendelin (der Zeichentrick-Elefant von Loriot aus der Fernsehshow Der Große Preis)
- Die Elefanten (die Terry Pratchetts Scheibenwelt tragen)
- Horton (die Elefantenhauptrolle in Horton hört ein Hu!)
- Elmer (aus den Zeichentrickfilmen Silly Symphonies)
- Goliath II (aus dem gleichnamigen Zeichentrick-Kurzfilm)
- Lelebum (eine gereimte und bildhafte Elefantengeschichte von Binette Schroeder, Thienemann Verlag 1973)

## Enten
- Bewohner Entenhausens in den Disney-Comics:
  - Dagobert Duck (im Original „Scrooge McDuck“)
  - Daisy Duck
  - Donald Duck
  - Dorette Duck
  - Gundel Gaukeley
  - Tick, Trick und Track (im Original „Huey, Dewey and Louie“)
- Arne Anka (Ente aus der gleichnamigen Comicserie)
- Canardo (ein zynischer Detektiv in dem gleichnamigen Comic von Sokal)
- Alfred Jodocus Kwak (Ente aus der gleichnamigen Musikfabel und Zeichentrickserie von Herman van Veen)
- Alfred Wirrfuss (Schlaumeier-Ente aus der Zeichentrickserie Darkwing Duck – Der Schrecken der Bösewichte)
- Die gelbe Ente (aus der Sendung mit der Maus)
- Daffy Duck (schwarze Ente in den Cartoons der Warner Brothers)
- Darkwing Duck (aus der Zeichentrickserie Darkwing Duck – Der Schrecken der Bösewichte)
- Entje aus der Kinderserie Au Schwarte
- Fup (in dem gleichnamigen Roman von Jim Dodge, übersetzt von Harry Rowohlt)
- Quack (Original: „Kvack“, die Wickingerhelm tragende Ente von Hägar dem Schrecklichen in den Comics von Dik Browne)
- Graf Duckula (Zeichentrick-Vampirente, gesprochen von Ilja Richter)
- Howard the Duck (Außerirdische Ente auch verfilmt)
- Quietscheentchen (Lieblingsspielzeug von Ernie aus der Sesamstraße)
- Schnatterinchen (aus der Sendung Unser Sandmännchen)
- Tigerente (von Janosch gezeichnetes Holzspielzeug)
- Watsch (aus den Comic-Büchern des Igels Mecki)
- Die Ente auf dem Kopf des Entenmannes (Obdachloser in Ankh-Morpork, Hauptstadt der Scheibenwelt, in den Romanen von Terry Pratchett)
- Jack, Kack, Lack, Mack, Nack, Ouack, Pack, Quack, Mr. & Mrs. Mallard (Helden der Bostoner Geschichte Make Way for Ducklings)
- Die Seelenkuchenente der Scheibenwelt-Romane ist eine anthropomorphe Personifizierung des „Seelenkuchendienstags“, dem Pendant zum Ostersonntag
- Das hässliche Entlein (aus dem gleichnamigen Märchen von Hans Hans Christian Andersen. Es entpuppte sich allerdings später als Schwan.)
- Ferdinand (weiße Ente aus dem Familienfilm Ein Schweinchen namens Babe)
- Plucky Duck (aus der Fernsehserie Tiny Toon Abenteuer)
- Geextah und Slax (aus der Cartoonserie X-DuckX – Extrem abgefahren von Jan Van Rijsselberge)

## Erdferkel
- Arthur und seine Freunde (aus der Kinderserie Erdferkel Arthur und seine Freunde)
- Die blaue Elise (aus der Zeichentrickserie gleichnamigen Zeichentrickserie). In der amerikanischen Originalversion (The Ant and the Aardvark) ist sie allerdings männlich. In der deutschen Synchronisation wird sie als Ameisenbär bezeichnet.
- Cyril Sneer und Cedric Sneer aus der kanadischen Zeichentrickserie Die Raccoons
- Helmut das Erdferkel von Hilke Raddatz.
- Cerebus (aus der kanadischen Comic-Serie „Cerebus The Aardvark“ von David Sim)

## Erdmännchen
- Timon (voller Name „Timon Berkowitz“; aus den Animationsfilmen Der König der Löwen und Der König der Löwen 2 – Simbas Königreich sowie der Zeichentrickserie Abenteuer mit Timon und Pumbaa)
- Jan und Henry (zwei Erdmännchen-Brüder, die Kindern auf KiKA Gute-Nacht-Geschichten erzählen und als Erdmännchen-Detektive ermitteln)

## Esel
- Apollo 13 (das Reittier des Griechen Dimitri aus dem Spielfilm Der Schuh des Manitu)
- Benjamin (Esel aus der Fabel Animal Farm von George Orwell)
- Bo (Zwergesel aus dem Weihnachtsfilm Bo und der Weihnachtsstern)
- Cadichon (aus der gleichnamigen Zeichentrickserie Cadichon – die Erinnerungen eines Esels nach dem Werk Erinnerungen eines Esels der Comtesse de Ségur)
- Esel (der Begleiter von Shrek in dem Animationsfilm Shrek – Der tollkühne Held und dessen Fortsetzungen)
- I-Ah (im Original „Eeyore“; aus den Romanen über Pu den Bären von Alan Alexander Milne)
- Kuzorra (Reittier des Ritters von Schalkenstein aus der Comedy-Serie Der Dicke und der Belgier)
- Pawlowa (aus Pawlowa oder Wie man eine Eselin um die halbe Welt schmuggelt, Roman von Brian Sewell)
- Platero (aus Mein Esel Platero und ich, Prosawerk von Juan Ramón Jiménez)
- Rucio (das Reittier des Sancho Pansa aus Don Quijote, Prosawerk von Miguel de Cervantes)
- Trotro (aus der gleichnamigen Zeichentrickserie)
- Der Ich-Erzähler in Apuleius’ Der goldene Esel

## Eulen
- „Auftakteule“ (aus dem Gedicht Der Tanz in Christian Morgensterns Galgenliedern)
- Archimedes (aus dem Zeichentrickfilm Die Hexe und der Zauberer)
- Big Mama (aus Zeichentrickfilm Cap und Capper)
- Bubo (die mechanische Eule aus dem Fantasy-Film Kampf der Titanen sowie dem Remake und der Fortsetzung Zorn der Titanen)
- Eduard (im engl. Original „Osbourne“, Eule aus der Stop-Motion-Serie Timmy das Schäfchen)
- Eugen und seine Schwester Eufemia (aus der Videospielreihe Animal Crossing)
- die Eule (aus dem Kinderbuch Der Grüffelo von Julia Donaldson und Axel Scheffler)
- die altkluge Eule (im Original „Owl“; aus den Kinderbüchern über Pu den Bären von Alan Alexander Milne)
- Errol, Hermes, Hedwig, Pigwidgeon und der Uhu der Familie Malfoy, sowie weitere Eulen der Schule, des Postamts und des Tagespropheten (aus der Romanserie Harry Potter)
- Ezechiel („Zechy“; eine „Tröstereule“ aus dem der Bibi-Blocksberg-Hörspielfolge 78 ... und Elea Eluanda)
- Fjodor F. Fjodor (eigentlich Schuhu; Figur aus dem Roman Der Schrecksenmeister von Walter Moers)
- kleiner Uhu und Papa Uhu (aus der Kinderserie Huhu Uhu – Abenteuer im Kreuzkrötenkraut)
- Methusa (aus dem Nintendo-Spiel The Legend of Zelda: Ocarina of Time für das Nintendo 64 und den 3DS)
- Rosalie (aus dem Märchenfilm Drei Haselnüsse für Aschenbrödel)
- Schuhu (Uhu aus dem Kinderbuch Das kleine Gespenst von Otfried Preußler)
- Soren (eine der Schleiereulen aus dem Animationsfilm Die Legende der Wächter)

## Faultiere
- Das Faultier (das zu faul zum Essen ist, aus der gleichnamigen Tiergeschichte von Manfred Kyber)
- Flash (ein Dreizehenfaultier aus dem Animationsfilm Zoomania)
- Frank, das Faultier aus der Verivox-Werbung
- Klammer (im Original: Belt, im Animationsfilm Die Croods)
- Sid, Sids Großmutter, Onkel Fungus, Marshall, Milton, Eunice (in der Animationsfilm-Reihe Ice Age)

## Fische
Siehe auch Haie
- Blinky (dreiäugiger Fisch aus der Zeichentrickserie Die Simpsons)
- Dennis (Goldfisch aus der Zeichentrickserie Stanley)
- Cyprinus (Karpfen in Otfried Preußlers Kinderbuch Der kleine Wassermann)
- Der Butt (aus dem gleichnamigen Roman von Günter Grass)
- Der Butt (aus dem niederdeutschen Märchen Vom Fischer und seiner Frau)
- Der Hecht, mit Frau und Sohn (aus den Galgenliedern von Christian Morgenstern)
- Fabius (aus dem Zeichentrickfilm Arielle, die Meerjungfrau und dessen Fortsetzungen)
- Froschmaul (Seeteufel aus der Zeichentrickserie Delfy)
- James Pond (aus dem gleichnamigen Computerspiel)
- Klaus (Goldfisch aus der Zeichentrickserie American Dad)
- Livingston (Feuerfisch aus der Fernsehserie Raumschiff Enterprise – Das nächste Jahrhundert)
- Mrs. Puff (Kugelfisch aus der Zeichentrickserie SpongeBob Schwammkopf)
- Swimmy, Kinderbuch von Leo Lionni
- Nemo und Marlin (Clownfische) und Dorie (Paletten-Doktorfisch) (aus dem Animationsfilm Findet Nemo)
- Regenbogenfisch (aus den Kinderbüchern von Marcus Pfister sowie einer gleichnamigen Zeichentrickserie)
- Wanda (aus dem Spielfilm Ein Fisch namens Wanda)

## Fledermäuse
- Bartok (Fledermaus aus dem Zeichentrickfilm Anastasia)
- Fidi (aus der Kindersendung KiKA Baumhaus)
- Fufu (aus der Zeichentrickserie Die Abenteuer des jungen Marco Polo)
- Schatten (aus dem Roman Silberflügel von Kenneth Oppel)
- Tutulla (aus dem Kinderbuch Kleiner König Kalle Wirsch)

## Fliegen
- Die Fliege (in den Zeichentricksketchen der „Tex Avery Show“)
- Puck, die Stubenfliege (in der Zeichentrickserie Biene Maja)
- Summi (in der Zeichentrickserie Chip und Chap – Die Ritter des Rechts)
- In der Operette Orpheus in der Unterwelt von Jacques Offenbach versucht sich Jupiter in Gestalt einer Fliege der entführten Eurydike in erotischer Absicht zu nähern.
- Mooch aus dem Film G-Force – Agenten mit Biss

## Frettchen
- Angus (Das drogensüchtige Haustier von Clay in der Zeichentrickserie Free for All)
- Freddy, das fiese Frettchen aus der Animationsserie Barnyard.
- Rodolfo, das Frettchen aus … und dann kam Polly
- Scorch, das fiese Frettchen von Cruella de Vil, aus 101 Dalmatiner
- Sredni Vashtar, das Frettchen in der gleichnamigen Erzählung von Saki sowie deren Verfilmung

## Frösche
- Battletoads (Die drei Frösche Rash, Zitz und Pimple aus der Videospielserie)
- Crazy Frog (Interpret von Handy-Klingeltönen)
- Eruka Frog (taucht in Soul Eater sowohl als Frosch als auch in menschlicher Gestalt auf)
- Falkenhorst als Comedy-Handpuppe im Programm von René Marik
- Flitz Flosch (aus dem Jugendmagazin Spick)
- Frog Brothers aus dem Diddl-Umfeld.
- Die frog ups von Thomas Körner
- Der Froschkönig (im gleichnamigen Märchen der Gebrüder Grimm)
- Günter Kastenfrosch von Janosch
- Hopps (ein Freund von Lurchi und Werbefigur für Salamander-Schuhe)
- Hupsi (Figur in einer Zeichentrickserie der 1970er Jahre: „Sei kein Frosch, Hupsi!“)
- Kandoo-Frosch (Werbefigur für Pampers-Pflegeprodukte)
- Kermit (aus der Sesamstraße und der Muppet Show)
- Keroppi (aus der japanischen Anime-Serie)
- Nicky Flippers (Star-Ermittler aus dem Animationsfilm Die Rotkäppchen-Verschwörung)
- Pepe (aus Boy’s Club und Internetmeme)
- Sancho und Pancho (aus der gleichnamigen Zeichentrickserie)

## Füchse
- Bauspar-Fuchs der Bausparkasse Schwäbisch Hall
- Cap und Vixie (aus dem Zeichentrickfilm Cap und Capper)
- Champagne (Comicfigur des Zeichners Jeremy Bernal)
- Der räudige Fuchs (Freund vom Straßenkater aus dem Kinderbuch und der gleichnamigen Zeichentrickserie Pinocchio von Carlo Collodi)
- Finnick (ein Wüstenfuchs aus dem Animationsfilm Zoomania)
- Fox McCloud (Held der Videospielserie Star Fox) und Krystal (Fox’ Freundin)
- Fix und Foxi (aus der gleichnamigen Comic-Serie von Rolf Kauka)
- Der Fuchs aus dem Kinderbuchklassiker Der Grüffelo von Julia Donaldson und Axel Scheffler
- Fuchs (ein Wüstenfuchs, auch Fennek genannt, aus der Geschichte Der kleine Prinz von Antoine de Saint-Exupéry)
- Gideon Grey (ein Rotfuchs aus dem Animationsfilm Zoomania)
- Herr Fuchs (aus der Sendung Unser Sandmännchen)
- Krystal (Geliebte und Mitstreiterin von Fox McCloud)
- Kyūbi no Yōkō, Kurama (9-schwänziger Fuchsdämon aus der Manga- und Anime-Serie Naruto)
- Maid Marian (aus dem Zeichentrickfilm Robin Hood)
- Mr. Fox (aus Der fantastische Mr. Fox)
- Nick Wilde (ein Rotfuchs aus dem Animationsfilm Zoomania)
- Onkel Fax (aus der Comic-Serie Fix und Foxi von Rolf Kauka)
- Der rasende bzw. verrückte Reiner (dubioser Händler und Kunstfälscher aus der Videospielreihe Animal Crossing)
- Rif, Protagonist von Erben der Erde
- Robin Hood und Marian (aus dem Zeichentrickfilm Robin Hood)
- Das schlaue Füchslein (Oper von Leoš Janáček)
- Smirre (im Roman Die wunderbare Reise des kleinen Nils Holgersson mit den Wildgänsen von Selma Lagerlöf)
- Swift (hilfsbereiter, aber stummer Begleiter Davids, aus der Zeichentrickserie David der Kabauter)
- Tails (aus dem Spiel Sonic the Hedgehog)
- Werfuchs, aus dem Gedicht von Christian Morgenstern: Neue Bildungen, der Natur vorgeschlagen
- Wuk/Vuk (aus dem Zeichentrickfilm Wuk, der kleine Fuchs)
- Zeichentrickserie Als die Tiere den Wald verließen:
  - Rotfüchse: Fuchs und Füchsin, Keck, Freundlich, Anmut, Träumerin, Windspiel/Geflüster, Placker
  - Blaufüchse: Streuner, Grenzer, Narbengesicht, Blaufüchsin

## Gänse
- Akka von Kebnekajse (aus dem Roman Die wunderbare Reise des kleinen Nils Holgersson mit den Wildgänsen von Selma Lagerlöf)
- Amelia und Abigail (aus dem Zeichentrickfilm Aristocats)
- Auguste („Gustje“; in der Erzählung Die Weihnachtsgans Auguste von Friedrich Wolf)
- Borka (aus dem Kinderbuch Borka. Die Erlebnisse einer Wildgans von John Burningham)
- Gertrud (aus dem Roman Die Reise zum Mittelpunkt der Erde von Jules Verne)
- Franz Gans (aus den Disney-Comics)
- Gustav Gans (aus den Disney-Comics)
- Klemens und Klementinchen (aus der Fernsehserie Die Kinder vom Mühlental)
- Lucy (aus der Zeichentrick-Fernsehserie 101 Dalmatiner)
- Martin (aus dem Roman Die wunderbare Reise des kleinen Nils Holgersson mit den Wildgänsen von Selma Lagerlöf)
- Mimi (aus der Sendung Confetti-TiVi des ORF)

## Gazellen
- Gazelle (aus dem Animationsfilm Zoomania)
- Madame Gazelle, die Vorschullehrerin von Peppa Wutz

## Geier
- Josua Kragenkropf und Jesaja Krallenbein (aus der gleichnamigen Tiergeschichte von Manfred Kyber)
- Die Geier (aus Rudyard Kiplings Das Dschungelbuch und dessen Verfilmungen)
- Trigger und Nutsy (aus dem Zeichentrickfilm Robin Hood)
- Kapitän Geierschnabel (aus der Zeichentrickserie Delfy)

## Geparden
- Clawhauser (Gepard aus dem Animationsfilm Zoomania)

## Giraffen
- Grazia (eigentlich Gretchen Schmidt; Modedesignerin aus der Videospielreihe Animal Crossing)
- Melman (Giraffe aus dem Animationsfilm Madagascar)
- Nina Neckerly (aus der Zeichentrickserie Camp Lazlo)

## Grashüpfer
- Flip, der Grashüpfer (aus der Zeichentrickserie Die Biene Maja)
- Hopper (aus dem Animationsfilm Das große Krabbeln)
- Jimmeny Cricket (aus den Pinocchio-Veröffentlichungen)
- Men, Trui (aus dem Buch Abenteuer und Heldentaten des ruhmreichen Grashüpfers Men von Tô Hoài)
- ‚Magister‘ Pankratius Plötzlich (aus der Tiergeschichte Peter Plüsch von Manfred Kyber)

## Haie
- Die Haiopeis (Haie aus der gleichnamigen Comicreihe von Thomas Siemensen)
- Sharky und Sharko (aus der Zeichentrickserie Delfy)
- Der Weiße Hai (Weißer Hai aus dem Spielfilm Der weiße Hai und dessen Fortsetzungen, nach der Romanvorlage von Peter Benchley)
- Sherman (aus der Comicserie Sherman’s Lagoon)
- Der Hai (aus der Zeichentrickserie Und der Haifisch …)
- Bruce, Hammer und Hart (aus dem Animationsfilm Findet Nemo)
- Snacker (aus dem Videospiel Banjo-Kazooie für Nintendo 64)
- Sharko (aus der Zeichentrickserie Zig & Sharko – Meerjungfrauen frisst man nicht!)

## Hamster
- Ambrosius Dauerspeck (Hamster aus der Tiergeschichte Ambrosius Dauerspeck und Mariechen Knusperkorn von Manfred Kyber)
- Goldi (Goldhamster, Werbefigur der „Commerzbank“)
- Hamtaro (aus der gleichnamigen Anime-Serie)
- Mike, der Taschengeldexperte (aus der gleichnamigen Comic-Serie der „Volksbanken“)
- Krümel (eigentlich „Karotte“; aus der Anime-Reihe Nils Holgersson)
- Chikubi (als „Nippel“ zu übersetzen, aus dem Manga Mitsudomoe)
- Sir Doris (aus der britischen Zeichentrickserie Die Retter-Ritter)
- Willi (aus Mike Krügers Fernsehshow Vier gegen Willi)
- Dino (aus dem Animationsfilm Bolt – Ein Hund für alle Fälle)
- Die sieben echt syrischen Goldhamster (aus den Comics und Büchern des Igels Mecki)

## Hasen, Kaninchen, Hasenartige

### Fernsehen
- Cuddles (Kaninchen aus der Zeichentrickserie Happy Tree Friends)
- Daniel und Franzi (Hasenclub)
- Hase Cäsar
- Hase (aus der Serie Nu pogodi)
- Judy Hopps (aus dem Animationsfilm Zoomania)
- Kikaninchen
- Mr. Floppy (Plüschhase aus der Fernsehserie Auf schlimmer und ewig)
- Mr. Whiskers (eine Hauptfigur der Fernsehserie Brandy & Mr. Whiskers)
- Yin und Yang (Kaninchen und Geschwister aus Yin Yang Yo!)
- Zähnchen und Öhrchen (Sandmännchen-Zeichentrick in den 1980ern)

### Hörspiel
- Hallo, hier spricht Professor Hase (CD von Stefan Raab)
- Der Hase Lodengrün (aus Der Sängerkrieg der Heidehasen von James Krüss)

### Schauspiel
- Hase Hase (von Coline Serreau) – wobei Hase Hase ein Außerirdischer in Menschengestalt ist, der von der (Menschen-)Familie Hase adoptiert wurde.

### Film
- Bob und Bobby (die tschechischen Kaninchen aus dem Zauberhut Bob a Bobek, Kralici z klobouku)
- Boingo (Häschen aus dem Animationsfilm Die Rotkäppchen-Verschwörung)
- Bonnie Hopps (ein Kaninchen aus dem Animationsfilm Zoomania)
- Kaninchen Bugs Bunny und Lola Bunny (von Ben Hardaway, Tex Avery und Chuck Jones, in den Cartoons Looney Tunes der Warner Bros.)
- Buster und Babsi Bunny (in den Cartoons der Warner Brothers, Tiny Toons, 2. Generation)
- Cäsar (aus der Fernsehserie Schlager für Schlappohren in der ARD)
- Fiver, Campion, Hazel, Blackberry, Primrose, … (aus dem Animationsfilm Watership Down)
- Das Killer-Kaninchen aus Die Ritter der Kokosnuß von Monty Python
- Das Schwarze Kaninchen (aus dem Animationsfilm Watership Down)
- Der Hase von nebenan (Untalkative Bunny), Zeichentrickserie
- Klopfer (aus dem Zeichentrickfilm Bambi)
- Judy Hopps (eine Kaninchendame aus dem Animationsfilm Zoomania)
- Der Osterhase
- Peter Rabbit (in den Romanen von Beatrix Potter)
- Roger Rabbit (im Film Falsches Spiel mit Roger Rabbit von Robert Zemeckis und Steven Spielberg)
- Kaninchen (im Original: „Rabbit“, aus dem Buch und der Trickserie Pu der Bär)
- (imaginäre) Hase Frank (aus Donnie Darko)
- (imaginäre) Hase Harvey (ein Púca aus dem verfilmten Theaterstück Mein Freund Harvey von Mary Chase)
- Der Hase (aus dem Märchen von Der Hase und der Igel der Brüder Grimm)
- Riesenkaninchen (aus Wallace & Gromit: Auf der Jagd nach dem Riesenkaninchen von Nick Park)
- Hase Dylan (aus der Puppentrickserie Das Zauberkarussell)
- Hans der Hase (aus der Fernsehserie Roseanne)
- Hase Klicker (in Kli-Kla-Klawitter)
- Oswald (aus dem Zeichentrickfilm Oswald der lustige Hase, dem ersten Film von Disney)
- Stu Hopps (ein Kaninchen aus dem Animationsfilm Zoomania)
- das Wehrkaninchen (aus Die Ritter der Kokosnuß von Monty Python)
- Squint (ein prähistorischer Hase aus Ice Age 4)

### Kunst
- Alba (das Leuchtkaninchen von Eduardo Kac)
- Der Hase im Freien (von Arnulf Rainer)
- Feldhase (1502, Aquarell von Albrecht Dürer, auch Junger Hase genannt, zurzeit in der Wiener Albertina)
- Madonna mit dem Kaninchen (1530, Gemälde von Tizian)
- Wie man dem toten Hasen die Bilder erklärt, Aktion, 1965, Joseph Beuys
- 10000 Hasen, Federzeichnungen Aktion, 2008–2009, Gabriel Machemer

### Musik
- Stups, der kleine Osterhase von Rolf Zuckowski

### Mythologie
- der Weiße Hase von Inaba (因幡の白兎, Inaba no shiro usagi) aus dem Inaba-Fudoki und Kojiki, Abschnitt XXI

### Spiel
- Jazz (die Hauptfigur in Jazz Jackrabbit)
- Max (Comic- und Adventurefigur von Steve Purcell, siehe Sam & Max Hit the Road und Sam & Max: Season One)
- Peppy Hare (aus der Videospielserie Starfox)

### Werbung
- Die „Hanny Bunny’s“ (vom Designer André Roche für die Überraschungseier von „Ferrero“)
- Rosa „Duracell“ (Werbe-Kaninchen)
- Schnuffel (Klingelton-Werbung)
- Quicky (der Nesquik-Hase)

## Hausrinder
- Adam Engelbrecht (im Original: „Adam Engelbrekt“; Stier aus Astrid Lindgrens Kinderbuch Als Adam Engelbrecht so richtig wütend wurde)
- Axel Frischmilch (Comic-Rind auf den Frischmilch-Verpackungen des Molkereikonzerns Südmilch)
- Bat-Cow (aus den Batman-Comics und -Büchern)
- Chief Bogo (Kaffernbüffel aus dem Animationsfilm Zoomania)
- Cow oder Muhkuh (aus der Zeichentrickserie Cow and Chicken)
- Ferdinand der Stier (aus dem Kinderbuch Ferdinand der Stier von Munro Leaf und dem auf ihm basierenden gleichnamigen kurzen Zeichentrickfilm und Animationsfilm Ferdinand – Geht STIERisch ab!)
- Gitano (Stier aus dem Spielfilm Roter Staub)
- Hachibi (Bulle aus der Manga- und Anime-Serie Naruto)
- Heffer (aus der Zeichentrickserie Rockos modernes Leben)
- Herzogin (aus der Zeichentrickserie 101 Dalmatiner)
- Hörnchen (aus der Animationsserie Au Schwarte!)
- Klarabella (in älteren Übersetzungen auch „Kuhnigunde“ genannt; Kuh aus Entenhausen)
- Kuh Maggie (aus dem Zeichentrickfilm Die Kühe sind los)
- Milka-Kuh oder Die lila Kuh (Werbefigur der Schokoladenmarke „Milka“)
- Mama Muh (Titelfigur aus Kinderbüchern von Jujja Wieslander, illustriert von Sven Nordqvist)
- Prinzessin (aus der Zeichentrickserie 101 Dalmatiner)
- Yax (Yak aus dem Animationsfilm Zoomania)

## Hirsche
Siehe auch Elche, Rehe, Rentiere
- Bambi (aus dem Buch Bambi. Eine Lebensgeschichte aus dem Walde und dessen Zeichentrick-Verfilmung)
- Elliot (Maultierhirsch aus dem Animationsfilm Jagdfieber)
- Hanna Hirschkuh (aus der Zeichentrickserie Camp Lazlo)
- Hirsch Heinrich (aus dem gleichnamigen Kinderbuch von Fred Rodrian und Werner Klemke)

## Hühner
- Calimero (Figur aus der gleichnamigen Zeichentrickserie)
- Chicken Boo (Figur aus der Zeichentrickserie Animaniacs)
- Chicken oder Chicky (Figur aus der Zeichentrickserie Cow & Chicken)
- Daniel Düsentrieb (aus den Disney-Comics)
- Foghorn Leghorn (eine Figur aus der Zeichentrickserie Looney Tunes über Bugs Bunny und seine Freunde)
- Franz von Hahn (aus der Zeichentrickserie und Kinoverfilmung Mullewapp von Helme Heine)
- Gickerich und Gackerich (zwei streitsüchtige Hähne aus einer Bildergeschichte von Wilhelm Busch)
- Ginger, Bunty, Babs, Mac, Edwina, Fowler und Rocky (aus dem Knetfigurenfilm Hennen rennen)
- Henrietta, das Huhn von Bürgermeisterin Gutherz (aus der Computeranimationsserie PAW Patrol)
- Henriette Huhn (in älteren Übersetzungen auch „Klara Kluck“ genannt, Huhn aus Entenhausen)
- Hühnchen Junior (aus dem Zeichentrickfilm Himmel und Huhn)
- Lady Gluck (aus dem Zeichentrickfilm Robin Hood)
- Marianne Dudel (aus dem Kinderbuch Katze mit Hut)
- Moorhuhn aus dem gleichnamigen Computerspiel
- Panchito (Hahn aus dem Zeichentrickfilm Drei Caballeros)
- Prillan, Mathilda, Fia, Doris, Majros, Soffi-Moffi, Stina-Fina, Henrietta, Gacki und Henni (aus der Kinderbuchreihe Pettersson und Findus und dessen Verfilmung)
- Spot (aus der Zeichentrick-Fernsehserie 101 Dalmatiner)
- Sir Rock (aus dem Kinderfilm Rock-a-Doodle)
- Sweety (animierte Handy-Video-Klingeltonfigur)
- Soukou no yonbi (vierschwänziger Hahn aus der Manga- und Anime-Serie Naruto)
- Chicken Joe (aus dem Animationsfilm Könige der Wellen)

## Hummer
- Larry Lobster (aus der Zeichentrickserie Spongebob Schwammkopf)
- Mr. Krabs – eine Krabbe (aus der Zeichentrickserie Spongebob Schwammkopf)
- Zwickie (englisch „Pinchy“; aus der Zeichentrickserie Die Simpsons)
- Sebastian (aus dem Zeichentrickfilm Arielle, die Meerjungfrau)

## Hunde

### Bücher
- Adolf (auch Ey-Dolf) Stone (aus Anne C. Voorhoeves Roman Liverpool Street)
- Aldi (Hund aus Simone Klages Kindkrimireihe Die Detektive von Cismar)
- Arko (der Neufundländer aus dem Roman Der kleine Zauberer und die große 5 von Uwe Kant)
- Bauschan (aus der Erzählung Herr und Hund von Thomas Mann)
- Bello alias Bellow (in Michail Bulgakows Erzählung Hundeherz)
- Bootsmann (im Original: „Båtsman“, Bernhardiner in Ferien auf Saltkrokan von Astrid Lindgren und der gleichnamigen Fernsehserie)
- Bootsmann (der Bordhund in Gorch Focks Seefahrt ist not)
- Bootsmann (Hund aus dem Buch Bootsmann auf der Scholle)
- Buck, Bernhardiner-Schäferhund-Mischling und Hauptfigur des mehrfach verfilmten Romans Ruf der Wildnis von Jack London
- Carstairs (Begleiter des Detektivs Doan in den Kriminalromanen von Norbert Davies)
- Der Geheimhund Bello Bond (aus der gleichnamigen Serie von Thomas Brezina)
- Cujo (der Bernhardiner aus dem gleichnamigen Horror-Roman von Stephen King)
- Czicka (der Schoßhund in Theodor Fontanes Frau Jenny Treibel)
- Daschenka (Foxterrier?- Hündin aus dem Buch Daschenka oder Das Leben eines jungen Hundes von Karel Čapek)
- Diana (der Hühnerhund des Nachbarn Opitz in Theodor Fontanes Roman Quitt)
- Dojan (Persischer Windhund, Begleiter von Kara Ben Nemsi in den Orientromanen von Karl May. Im Film ist er ein Deutscher Schäferhund)
- Enzo (der Ich-Erzähler aus dem Roman Enzo – Die Kunst, ein Mensch zu sein von Garth Stein)
- Fang (Hund oder Saurüde des Wildhüters Hagrid in den Harry-Potter-Romanen)
- Fips (der Pudel des Zeichenlehrers in Theodor Fontanes Roman Frau Jenny Treibel)
- Flush (Titelgestalt aus Virginia Woolfs Roman)
- Gandalf (strahlenkranker Hund in Stephen Kings Kurzgeschichte Sommerdonner)
- Gaspode (Wunderhund aus den Scheibenweltromanen von Terry Pratchett)
- Greif, Fang und Wolf (die Hunde von Bauer Maggot aus Tolkiens Der Herr der Ringe)
- Hektor (der Neufundländer in Theodor Fontanes Roman Vor dem Sturm)
- Huan (Jagdhund der Valar in J. R. R. Tolkiens Silmarillion)
- Karr (der Freund des Elches Graufell in Selma Lagerlöfs Roman Die wunderbare Reise des kleinen Nils Holgersson mit den Wildgänsen)
- King (Titelgestalt aus John Bergers Roman)
- Kapitän Knaak (aus dem Kinderbuch Katze mit Hut)
- Krambambuli (Hauptfigur in der gleichnamigen Erzählung Marie von Ebner-Eschenbachs)
- Kratzer (ein Spitz in Theodor Fontanes Roman Vor dem Sturm)
- Laska (aus der Erzählung Die Schäferhündin Laska von Hans G. Bentz)
- Lauscher (Hund von Detektiv Markus Cheng in den Romanen von Heinrich Steinfest)
- Max (Dackel aus der Petter-Schwanzlos-Buchreihe von Gösta Knutsson, in den deutschen Bilderbüchern wird er auch Waldi genannt)
- Mondschein (der ängstliche Hund aus dem Roman Jonathan von Günther Feustel)
- Montmorency (im Roman Drei Männer in einem Boot von Jerome K. Jerome)
- Mr. Bones (aus dem Roman Timbuktu von Paul Auster)
- Mumu (Hündin in der gleichnamigen Erzählung von Iwan Turgenew)
- Munter (der Hund des Zirkelschmieds in dem Roman Das Wirtshaus im Spessart von Wilhelm Hauff)
- Oblomow (aus Nurejews Hund von Elke Heidenreich)
- Oscar (der Cocker Spaniel von Gabi Glockner in der Jugendbuchreihe TKKG)
- Perceval (der Hund in Thomas Manns Roman Königliche Hoheit)
- Perdita (die Hundemutter in Dodie Smiths Hundertundein Dalmatiner)
- Piefke (der Dackel in Erich Kästners Kinderroman Pünktchen und Anton)
- Pinkus (der Hund aus Die fliegende Windmühle von Günther Feustel)
- Pongo (der Dalmatinervater in Dodie Smiths Hundertundein Dalmatiner)
- Ponto (in Lebensansichten des Katers Murr von E.T.A. Hoffmann)
- Rollo (der Neufundländer in Theodor Fontanes Roman Effi Briest)
- Roverrandom (aus der gleichnamigen Geschichte von J. R. R. Tolkien)
- Stupid (in der Erzählung My Dog Stupid von John Fante)
- Sultan (der Hund in Theodor Fontanes Roman Irrungen, Wirrungen)

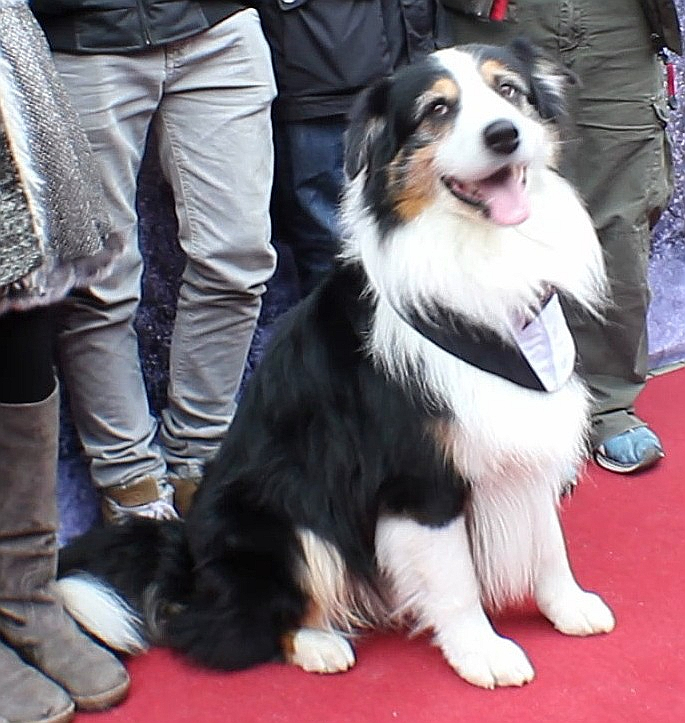
Filmhund Coffey (als Darsteller des Timmy) zu Füßen der Darsteller und des Regisseurs des Kinofilms Fünf Freunde bei der Schleswigpremiere

- Timmy (Hund aus Enid Blytons Kindbuchreihe Fünf Freunde)
- Toby (der pensionierte Polizeihund aus Old Sherman’s Tierhandlung in Sir Arthur Conan Doyles Sherlock-Holmes-Romanen, den Holmes in einigen seiner Fälle einsetzt)
- Toto (der Hund Dorothys in Der Zauberer von Oz von Lyman Frank Baum)
- Tricki-Woo (übergewichtiger Pekingese der reichen, alternden Witwe Mrs Pumphrey aus den Erzählungen des Tierarztes James Herriot, auch bekannt aus der BBC – Fernsehserie Der Doktor und das liebe Vieh)
- Tschurk (Schlittenhund aus dem Kinderbuch: Tschurk. Eine Tiergeschichte aus Lappland von Günther Feustel)
- Tschutora (aus Sándor Márais Roman Ein Hund mit Charakter)
- Uncas (der Neufundländer der geliebten Ruth in Theodor Fontanes Roman Quitt)
- Wasti (ein versehentlich in ein Krokodil verwandelter Langhaardackel in Otfried Preußlers Kinderbuch Neues vom Räuber Hotzenplotz)
- Zerberus (Hund des Lesers Orpheus in Tintenblut, von Cornelia Funke)

### Comics, Animations- und Zeichentrickserien und -filme
- Ace der Bat-Hund (englischer Name: „Ace the Bat-Hound“; der Hund von Batman in Batman-Comics und -Zeichentrickserien)
- Akamaru (der Hund des Ninjas Kiba aus der Manga- und Anime-Serie Naruto)
- Andy (der treue Bernhardiner in dem Comic Mark Trail)
- Astro (der Hund der Familie Jetson in der Zeichentrickserie Die Jetsons)
- Attila, belgische Comicserie
- Augie Doggie und Doggie Daddy (zwei dackelähnliche Hunde in Zeichentrickserien und -filmen von Hanna-Barbera)
- Balto (Zeichentrickfilm, USA 1995 von Simon Wells), nach dem Schlittenhund Balto
- Bandit (der Terrier von Johnny Quest in der gleichnamigen Zeichentrickserie)
- Baron (der Hund von Perrine aus der gleichnamigen Zeichentrickserie)
- Bello (der titelgebende Hund des Zeichentrick-Sketches Der sprechende Hund von Loriot)
- Bessy (der Collie aus der gleichnamigen Comicreihe)
- Biske (aus der Manga- und Anime-Serie Naruto)
- Bitzer (Hütehund aus der Animationsserie „Shaun, das Schaf“)
- Blitz (Dobermann mit anthropomorphen Eigenschaften aus der US-Zeichentrickserie Road Rovers)
- Bolivar (auch: „Bennie“; der Hund von Donald Duck)
- Bolt (Hauptfigur aus dem gleichnamigen Film Bolt – Ein Hund für alle Fälle)
- Brandy Harrington (eine der Hauptfiguren der Fernsehserie Brandy & Mr. Whiskers)
- Brian (aus der Serie Family Guy)
- Bull (aus der Manga- und Anime-Serie Naruto)
- Capper (der Welpe aus dem Zeichentrickfilm Cap und Capper)
- CatDog (ein Mischwesen aus Hund und Katze in der gleichnamigen Zeichentrickserie)
- Charlie B. Barkin (im Zeichentrickfilm Alle Hunde kommen in den Himmel von Don Bluth, gesprochen von Burt Reynolds)
- Chase, ein deutscher Schäferhund (aus der Computeranimationsserie PAW Patrol)
- Chips, ein Mopsmädchen in der Animationsserie Chips und Toffel
- Clifford, der große rote Hund (Titelheld der gleichnamigen Zeichentrickserie)
- Colleen (Langhaarcollie-Hündin mit anthropomorphen Eigenschaften aus der US-Zeichentrickserie Road Rovers)
- Cubitus (ein dicker weißer Hund, der Held und Namenspate des gleichnamigen Comics von Dupa ist)
- Daisy (der Hund der Familie Bumstead, deutsch: „Bumskopp“, in der Comic-Reihe Blondie)
- D’Artagnan, Athos, Porthos, Aramis und einige weitere Rollen werden in der Zeichentrickserie D’Artagnan und die drei Musketiere, frei nach dem Roman von Alexandre Dumas, von Hunden dargestellt
- Dino (der Saurier-Hund der Familie Feuerstein in der gleichnamigen Zeichentrickserie)
- Dogbert (Dilberts zynischer Hund, der die Weltherrschaft anstrebt und alle Menschen versklaven will, aus den Comis von Scott Adams)
- Droopy (ein Beagle, der Titelheld der Zeichentrickserie Droopy Dog)
- Ein (Welsh Corgi aus der Anime-Serie Cowboy Bebop)
- Everest, ein Husky (aus der Computeranimationsserie PAW Patrol)
- Fifi der Pinscher (Plutos Freundin in verschiedenen Cartoons und Comics)
- Foofur (aus der gleichnamigen Zeichentrickserie)
- Fufu (französischer Name, englischer Name: „Brain“, der Hund von Inspektor Gadget in der gleichnamigen Zeichentrickserie)
- Foo-Foo (Fufu, Foufou) Hund von Mrs. Piggie aus der Muppet-Show
- Gaston (in der Zeichentrickserie Herr Rossi sucht das Glück von Bruno Bozzetto)
- Goliath, eine der Hauptfiguren aus der Fernsehserie  101 Dalmatiner
- Goofy (aus diversen Zeichentrickserien und -filmen sowie Comics)
- Gromit (der kluge Hund des Erfinders Wallace aus den Wallace-&-Gromit-Trickfilmen)
- Hector, die Bulldogge (eine Bulldogge in diversen Sylvester-und-Tweety-Cartoons der Warner Brothers)
- Hong Kong Phooey (Hund einer gleichnamigen Zeichentrickserie von Hanna-Barbera)
- Huckleberry Hound (eine Zeichentrickfigur von Hanna-Barbera)
- Hunter (Golden-Retriever-Mischling mit anthropomorphen Eigenschaften aus der US-Zeichentrickserie Road Rovers)
- Ichibi no Shukaku (einschwänziger Marderhund (Tanuki) aus der Manga- und Anime-Serie Naruto)
- Idefix (Obelix’ Hund in der Comicreihe Asterix und Obelix)
- Ioryogi (nörgelnder Begleiter von Kobato in Kobato.)
- Jerry the Troublesome Tyke (Walisische Stummfilmanimation von Sidney G. Griffiths)
- Josef (der Bernhardiner aus dem Anime-Klassiker Heidi)
- Junior (der Hund von Onkel Kevin aus dem Anime Georgie)
- Kleiner Bruder (englischer Name: „Little Brother“, Mulans Hund in dem Zeichentrickfilm Mulan)
- Knecht Ruprecht (im englischen Original: „Santa’s Little Helper“, der Hund der Familie Simpson in der gleichnamigen Zeichentrickserie)
- Köter (die Bulldogge des Kopfgeldjägers Lobo in den Lobo-Comics)
- Krypto (der mit Superkräften ausgestattete Hund von Superman in Superman-Comics und -Zeichentrickserien)
- Kuromaru (aus der Manga- und Anime-Serie Naruto)
- Laddie (aus der Zeichentrickserie Die Simpsons)
- Lucky, einer der Jungen von Pongo und Perdita aus 101 Dalmatiner
- Marshall, ein Dalmatiner (aus der Computeranimationsserie PAW Patrol)
- Max (Bobtail von Prinz Erik aus dem Zeichentrickfilm Arielle, die Meerjungfrau)
- Mooch – fieser, grauer Hund aus 101 Dalmatiner
- Murmel (Zeichentrickserie von 1976; Originalname Mumbly; Kriminalhund, dessen Charakteristikum sein fieses, heiseres Kichern war, mit welchem er seine Gegner jedes Mal, wenn sie ihn besiegt glaubten, in die Verzweiflung trieb)
- Muttley (der Hund von Dick Dastardly in Hanna-Barbera-Zeichentrickserien und -filmen wie Wacky Races und Yogis Schatzsuche)
- Odie (ein ziemlich dämlicher Hund in Pflege bei Jon, in den Comics und Cartoons der Garfield-Reihe)
- Pakkun (aus der Manga- und Anime-Serie Naruto)
- Peggy (Pekinesenhündin aus dem Film Susi und Strolch)
- Percy (ein Mops aus dem Zeichentrickfilm Pocahontas)
- Perdita (die Hundemutter in 101 Dalmatiner)
- Pero (der Cyborg-Hund von Higeoyaji in der Manga-Reihe Astro Boy)
- Plisch und Plum (Titelfiguren einer Bildergeschichte von Wilhelm Busch)
- Pluto (der Hund von Mickey Mouse aus zahlreichen Zeichentrickserien und -filmen sowie Comics)
- Pongo (aus dem Zeichentrickfilm 101 Dalmatiner)
- Poochie (ein Zeichentrickhund in der Zeichentrickserie Itchy & Scratchy innerhalb der Zeichentrickserie und Comics der Reihe Die Simpsons)
- Pudel des Todes (Gehilfe des Todes aus der „Nichtlustig“-Comicserie von Joscha Sauer)
- Radar (der Hund des Comic-Helden Supreme)
- Rantanplan (der Gefängnis-Hund in den Comicreihen Lucky Luke und Rantanplan, der Lucky Luke durch seine Dummheit zur Verzweiflung bringt)
- Ren Hoek (Vorstehchihuahua aus der Zeichentrickserie Ren & Stimpy)
- Rex, ein Berner Sennenhund (aus der Computeranimationsserie PAW Patrol)
- Rocky, ein Mischlingswelpe (aus der Computeranimationsserie PAW Patrol)
- Rolly, verfressener Dalmatiner aus 101 Dalmatiner
- Roobarb (der titelgebende grüne Hund in der britischen Zeichentrickserie Roobarb)
- Rubble, eine englische Bulldogge (aus der Computeranimationsserie PAW Patrol)
- Rude Dog (der Titelheld einer gleichnamigen Zeichentrickserie)
- Ruidoso (glücksbringender Dachshund aus dem Zeichentrickfilm El Cid – Die Legende)
- Sam (Comic- und Adventurefigur von Steve Purcell, siehe Sam & Max Hit the Road und Sam & Max: Season One)
- Sam Sheepdog (Zeichentrick-Schäferhund mit weißem Fell und langem rotem Pony, der für gewöhnlich seine Augen verdeckt)
- Scooby-Doo, Scooby-Dum und Scrappy-Doo (Deutsche Doggen in einer Zeichentrickserie)
- Schnuffi (der sprechende Hund von Adolar aus der ungar. Zeichentrickserie Adolars phantastische Abenteuer, westdt. „Archibald, der Weltraumtrotter“, hier heißt Schnuffi „Blöki“)
- Sir Horace (der Hund mit Ritterrüstung und feinem Spürsinn aus der britischen Zeichentrickserie Die Retter-Ritter)
- Skye, eine Cockapoowelpin (aus der Computeranimationsserie PAW Patrol)
- Snert (der helmtragende Hund von Hägar in den Comics und Zeichentrickepisoden der Reihe Hägar der Schreckliche von Dik Browne)
- Snoopy (der Beagle in den Comics und Zeichentrickepisoden der Reihe Peanuts)
- Snuffles (aus der US-amerikanischen Zeichentrickserie Quick und seine Freunde (Originaltitel: The Quickdraw McGraw Show))
- Sparky (der schwule Hund in der Zeichentrickserie South Park)
- Spike (auch manchmal als „Butch“ bezeichnet, die Bulldogge, und Tyke in den Tom-und-Jerry-Cartoons)
- Spot the Dog (ein Hund in britischen Bilderbüchern)
- Sprocky, englischer Name: „Sprocket“; aus der Zeichentrickserie Die Fraggles von Jim Henson
- Spunky, der Hund von Rocko aus der Zeichentrickserie Rockos modernes Leben
- Strolch (englischer Name: „Tramp“; aus dem Zeichentrickfilm Susi und Strolch)
- Struppi (französischer Name: „Milou“; englischer Name: „Snowy“, der Hund von Tim in den Comics und Zeichentrickfilmen der Reihe Tim und Struppi von Hergé)
- Struppi (der Hund von Tobias Seicherl in den Comics von Ladislaus Kmoch)
- Stuffy, Sir Cedrics Wachhund aus der Zeichentrickserie Grisu, der kleine Drache
- Susie (Hund in dem Zeichentrickfilm Susi und Strolch)
- Tell (im amerikanischen Original: „Shag“; Hirtenhund mit anthropomorphen Eigenschaften aus der US-Zeichentrickserie Road Rovers)
- Tige (der Hund in der Comicreihe Buster Brown)
- Titus, eine schwarze Deutsche Dogge, die Bruce Wayne für seinen Sohn Damian kauft und in Batman-Comics und -Zeichentrickserien mitwirkt
- Tracker, ein Podencowelpe (aus der Computeranimationsserie PAW Patrol)
- Wachtmeister G. Kläff (im Original: „Offisa Pupp“, in den Krazy Kat Comics von George Herriman)
- Wanja (im amerikanischen Original: „Exile“; Siberian Husky aus der Zeichentrickserie Road Rovers)
- Woofy (Titelfigur aus der gleichnamigen Zeichentrickserie)
- Wum (der Zeichentrick-Hund, gezeichnet von Loriot, aus der Fernsehshow Der Große Preis; Freund von Wendelin, dem Elefanten)
- Wurzel (Zeitungsstrip von Alex Graham)
- Wanta (Eigentlicher Name: James, aus der Japanischen Anime-Serie Elfen Lied)
- Zuma, ein Labrador (aus der Computeranimationsserie PAW Patrol)

### Videospiel
- DJ K.K. bzw. K.K. Slider, alias Totakeke (musikalischer und singender Hund aus der Videospielreihe Animal Crossing)

### Andere
- Nr. 264 (einer der letzten 376 Pudel in der Fernsehserie Raumpatrouille)
- Anka (Polizeihund aus dem gleichnamigen Lied des Musikprojektes DÖF)
- Arko (aus dem Kinderfilm Der kleine Zauberer und die große Fünf von Erwin Stranka)
- Beethoven (Bernhardiner aus dem gleichnamigen Spielfilm)
- Boomer (Mischlingshund aus der Fernsehserie Boomer, der Streuner)
- Boomer, Hund von Jesse Stone
- Buck (aus der Fernsehserie Eine schrecklich nette Familie)
- Buckley (aus dem Spielfilm Die Royal Tenenbaums)
- Demon und sechs andere (Siberian Huskys aus dem Spielfilm Snowdogs – Acht Helden auf vier Pfoten)
- Dodger, Francis, Einstein, Tito, Rita, Georgette, Rosco, Desoto (aus dem Zeichentrickfilm Oliver & Co.)
- Einstein (aus dem Spielfilm Zurück in die Zukunft)
- Frank (Mops, eigentlich Außerirdischer), Mitarbeiter der Agenten in Men in Black II und Nebendarsteller in Men in Black
- Fredo (der animierte Hund des Suchagenten der Software Microsoft Windows XP)
- Friedwart (im Original „Freeway“; Löwchen aus der Fernsehserie Hart aber herzlich)
- Hachiko (Akita aus dem Film Hachiko – Eine wunderbare Freundschaft, basierend auf dem realen Hund Hachikō)
- Huutsch (Bordeauxdogge aus dem Spielfilm Scott & Huutsch)
- „Hund“ (Basset aus der Fernsehserie Columbo)
- Indiana, Hund des jungen Henry Jones junior und dessen späterer Spitzname aus den Spielfilmen von Indiana Jones
- Jerry Lee (Polizeihund aus dem Spielfilm Mein Partner mit der kalten Schnauze)
- Kalle (Detektivhund aus der Fernsehserie Da kommt Kalle)
- Kopernikus (aus dem Spielfilm Zurück in die Zukunft)
- Labadog (genannt Lad; Bobtail aus der Fernsehserie Unser trautes Heim)
- Lassie (Langhaarcollie aus der gleichnamigen Kino- und Fernsehfilmreihe)
- Lucky (aus der Fernsehserie Eine schrecklich nette Familie)
- Lulu (schwarzer Kerry Blue Terrier aus der Fernsehserie Ich heirate eine Familie)
- Moppi (aus der Kindersendung Unser Sandmännchen)
- Pete the Pub (Terrier aus der der Kurzfilmserie Kleinen Strolche)
- Porthos (aus der Fernsehserie Star Trek – Enterprise)
- Potato (aus dem japanischen Adventure Air)
- Rin Tin Tin (Deutscher Schäferhund aus diversen Kino- und Fernsehfilmreihen, basierend auf dem gleichnamigen realen Hund)
  - darauf basierend Rinnie (aus der Fernsehserie Katts und Dog)
- Rex (Schäferhund aus der Fernsehserie Kommissar Rex)
- Rex und Fly (Hirtenhunde aus dem Spielfilm Ein Schweinchen namens Babe)
- Rowlf (aus der Muppet Show)
- Rudi, der rasende Radiohund (aus der Ö1-Hörfunksendung Rudi! Radio für Kinder)
- Schlabbinchen oder Schlabbinsche (badisch-kurpfälzische Hundedame bei Äffle & Pferdle von Armin Lang (Trick) und Elsbeth Janda (Stimme) im Werbefernsehen des Südwestdeutschen Rundfunks)
- Schnupperhund (Werbefigur von „C&A“)
- Szarik (Altdeutscher Schäferhund aus der Fernsehserie Vier Panzersoldaten und ein Hund)
- Sturmspiel (aus Christian Morgensterns Gedicht Neubildungen der Natur vorgeschlagen)
- Wiwaldi (Puppe aus der Fernsehshow Zimmer frei!)
- Zeus und Apollo (Wachhunde aus der Fernsehserie Magnum)
- Vincent (Labrador-Retriever aus der Fernsehserie Lost)

## Hyänen
- Banzai, Ed und Shenzi (Hyänen aus dem Zeichentrickfilm Der König der Löwen)
- Zig (aus der Zeichentrickserie Zig & Sharko – Meerjungfrauen frisst man nicht!)

## Igel
- Albingiaigel (Werbefigur der Hamburger Albingia Versicherungsgruppe)
- Der Igel (aus dem Märchen Der Hase und der Igel der Brüder Grimm)
- Der kleine Igel (aus Gina Ruck-Pauquèts gleichnamigem Kinderbuch, gezeichnet von Marianne Richter)
- Fridolin und Jule (aus dem Kinderbuch Der kleine Igel räumt auf von Judith Steinbacher, gezeichnet von Annette Roeder)
- Hogi (aus dem Spielfilm Hogi’s Family … eine total stachelige Angelegenheit)
- Igelmann (ein Freund von Lurchi, Werbefigur für „Salamander“-Schuhe)
- Joschik (aus Juri Borissowitsch Norsteins Zeichentrickfilm Joschik w tumane, gezeichnet von Francesca Jarbusowa und gesprochen von Marija Winogradowa)
- Mecki (Redaktions-Igel in den Comics und Büchern der Hörzu, erfunden von Reinhold Escher und Wilhelm Petersen) und seine Frau Micki
- Muki (aus dem Kinderbuch Der kleine Igel Muki von Vera Klee und Andrea Tillmanns)
- Sonic the Hedgehog und diverse andere Igel (aus dem gleichnamigen Videospiel)
- Latte Igel (Figur in mehreren Kinderbüchern von Sebastian Lybeck)
- Die drei Schwestern Tina, Sina und Samthea (eigentlich Minna, Schneiderinnen bzw. Modedesignerinnen aus der Videospielreihe Animal Crossing)

## Käfer
- Alois Siebenpunkt (Marienkäfer aus der Comicreihe Die Biene Maja)
- Balduin Brummsel und seine Frau Susummse Brummsel (Käfer aus der Tiergeschichte Balduin Brummsel von Manfred Kyber)
- Chip und Skip (aus der Zeichentrickserie Camp Lazlo)
- Gregor Samsa (aus der Erzählung Die Verwandlung von Franz Kafka)
- Karl der Käfer (Neue-Deutsche-Welle-Protestlied der Band Gänsehaut)
- Kurt (Mistkäfer aus der Zeichentrickserie Die Biene Maja)
- Der Pilger mit dem schleppenden Hinterbein (Krabbelkäfer aus der gleichnamigen Tiergeschichte von Manfred Kyber)
- Shichibi (ein siebenschwänziges Insekt aus der Manga- und Anime-Serie Naruto)
- Luna (Bombardierkäfermädchen aus dem Kinderbuch Das Supertalentier)
- Herr Sumsemann (Maikäfer aus dem Märchen Peterchens Mondfahrt)

## Kamele
- Aziza (aus der Videospielreihe Animal Crossing)
- Das Kamel (aus der Camel-Werbung)
- Das Kamel des Sultans (aus den Löwe-Büchern von Max Kruse und diversen Fernsehfilmen der Augsburger Puppenkiste)
- Du Mistvieh (aus dem Roman Pyramiden von Terry Pratchett)

## Kängurus
- Boing (Matrose und Komplize von Kapitän Geierschnabel in der Zeichentrickserie Delfy)
- Das kleine Känguru (Kinderbuchfigur von Paul Maar)
- Das Känguru (aus den Känguru-Chroniken von Marc-Uwe Kling)
- Dusty (oranges Zeichentrick-Känguru von Joop Geesink, das Reinlichkeit und Rücksichtnahme propagiert)[1]
- Joey (Rotes Riesenkänguru aus der Fernsehserie Die Pinguine aus Madagascar)
- Jumpa (Känguru von Wonder Woman in Comics und Zeichentrickserien; erstes Auftreten in Sensation Comics #6, Juni 1942; geschaffen von William Moulton Marston und H. G. Peter)
- Känga und Klein-Ru (in den Geschichten um Pu der Bär von Alan Alexander Milne)
- Matilda (das boxende Känguru in Paul Gallicos Roman K. O. Matilda, verfilmt als Mathilda … schlägt alle K.O.)
- Napo, Kevin, Nelson, Archie und Junior (Basketball spielende Kängurus aus der Zeichentrickserie Kangoos – Fit für Basketball)
- Pantoufle (Anouks imaginäres Känguru in Chocolat)
- Rocko, das Wallaby aus Rockos modernes Leben
- Skippy (in der Fernsehserie Skippy, das Buschkänguru)
- Skippy (in der Zeichentrickserie Skippy der Buschpilot)
- Yps (das karierte Känguru aus dem gleichnamigen Comic-Heft)
- Raz (ein Procoptodon aus Ice Age 4)

## Katzen
- Al Catzone (Kater aus der Zeichentrickserie Chip und Chap – Die Ritter des Rechts)
- Artemis (Katze aus der Mangareihe Sailor Moon und deren Adaptionen)
- Azrael (Kater des Zauberers Gargamel aus der Comicreihe Die Schlümpfe und deren Verfilmungen)
- Bajun (Gestalt aus dem Russischen Volksmärchen)
- Bartl (aus dem Kinderbuch Bartls Abenteuer von Marlen Haushofer)
- Behemot (menschlicher Kater aus dem Roman Der Meister und Margarita von Michail Bulgakow)
- Berlioz, Thomas O’Malley, Duchesse, Marie und Toulouse (aus dem Zeichentrickfilm Aristocats)
- Mr. Bigglesworth (aus den Austin-Powers-Filmen)
- Billy the Cat (aus der gleichnamigen Comic- und Zeichentrickserie)
- Blair (sowohl als Mensch als auch als Katze im Manga Soul Eater)
- Mr. Business (Kater aus der Zeichentrickserie Bob’s Burgers)
- Butterblume (Katze aus den Romanen Die Tribute von Panem)
- Catbert (aus den Dilbert-Comics)
- Chatora, Josephine, Noir, Nyamsus und Tama (aus dem Manga Nyan Koi!)
- Die Grinsekatze (englisch „Cheshire Cat“; aus dem Kinderbuch Alice im Wunderland von Lewis Carroll und dessen Verfilmungen)
- Chico (aus dem Kinderbuch Joseph und Chico, beruht auf einem realen Vorbild)
- Der gestiefelte Kater (aus dem gleichnamigen Grimmschen Märchen)
- Der gestiefelte Kater (aus den Animationsfilmen Shrek 2 und Shrek 3)
- Der Kater Konstantin (aus der gleichnamigen Kinderbuchreihe von Walter Wippersberg)
- Der Straßenkater (aus dem Kinderbuch und der gleichnamigen Zeichentrickserie Pinocchio von Carlo Collodi)
- Die Katze mit Hut (aus dem gleichnamigen Kinderbuch und dessen Verfilmung durch die Augsburger Puppenkiste), sowie unter gleichem Namen (englisch The Cat in the Hat) aus den Kinderbüchern von Dr. Seuss
- Die Katze von nebenan (aus der Comicserie Die Peanuts)
- Die Telemiezen (aus dem Werbeprogramm des Südwestfunks der 1970er- und 1980er-Jahre)
- Elroy (Katze von Lois Lane)
- Echo (eigentlich Kratze, aus dem Roman Der Schrecksenmeister von Walter Moers)
- Fat Freddys Kater (aus der gleichnamigen Comicserie von Gilbert Shelton)
- Felix (aus der Werbung für die gleichnamige Tiernahrung)
- Felix the Cat (Comicfigur)
- Feuerstern und seine Freunde (aus der Romanreihe Warrior Cats von Erin Hunter)
- Figaro (aus dem Zeichentrickfilm Pinocchio)
- Findus (aus der Kinderbuchreihe Pettersson und Findus von Sven Nordqvist)
- Francis und Blaubart (aus dem Roman Felidae von Akif Pirinçci)
- Fritz the Cat (Comicfigur von Robert Crumb)
- Garfield (aus der gleichnamigen Comicserie von Jim Davis)
- Gernisavien (aus dem Roman Das leere Gesicht, sowie aus der Kurzgeschichte Der Tod des Zentaurs von Dan Simmons)
- Greebo (Kater aus den Scheibenwelt-Romanen)
- Grizabella, Rum Tum Tugger etc. (aus den Gedichten von T. S. Eliot, nach denen das Musical Cats geschrieben wurde)
- Happy (aus dem Japanischen Anime Fairy Tail)
- Hello Kitty (Kinderspielzeug und Werbefigur)
- Herzogin (Ein Schweinchen namens Babe)
- Hiddigeigei, (Kater aus Victor von Scheffels Versepos Der Trompeter von Säckingen)
- Inga (aus den Strizz-Comics von Volker Reiche)
- Isidor (aus der französischen Zeichentrickserie Les Entrechats)
- Jiji (aus dem Anime-Film Kikis kleiner Lieferservice)
- Jones (Kater im Film Alien – Das unheimliche Wesen aus einer fremden Welt)
- Kater (Kater aus dem Film Frühstück bei Tiffany)
- Kater Karlo (aus den Disney-Comics)
- Kater Kater (Kater aus dem Roman Jonathan von Günther Feustel)
- Kater Kralle (Comic-Figur aus dem Micky-Maus-Universum)
- Kater Mikesch (aus dem Buch von Josef Lada und bei der Augsburger Puppenkiste)
- Kater Murr (aus Lebens-Ansichten des Katers Murr von E. T. A. Hoffmann)
- Kater Murr (aus den Comic-Büchern des Igels Mecki)
- Kater Musch (aus Geschichten vom Kater Musch von Ellis Kaut)
- Kater Schnurr (aus dem Kinderbuch Kater Schnurr mit den blauen Augen von Josef Kolář)
- Kater Zorbas (aus dem Kinderbuch und dem Kinderfilm Wie Kater Zorbas der kleinen Möwe das Fliegen beibrachte)
- Kat Nipp (aus dem Micky-Maus-Universum)
- Katsuki Shima (die Reinkarnation der Kindheitsliebe von Misae Sagara in dem japanischen Adventure Clannad)
- Kiki (aus dem Film Moritz in der Litfaßsäule von Rolf Losansky sowie dem gleichnamigen Roman und Kiki und der König von Christa Kożik)
- Kittycat (aus der Comedy-Fernsehserie The Munsters)
- Koko und Yum Yum (Siamkatzen aus den Lilian Jackson Braun#Die Katze, die ...-Romanen von Lilian Jackson Braun)
- Kosmokatze (engl. „Cosmic cat“; aus der Zeichentrickserie Doctor Snuggles)
- Krazy Kat (aus den gleichnamigen Comics von George Herriman)
- Krummbein und Mrs. Norris (aus den Harry-Potter-Romanen)
- Lisbeth (aus dem Roman Der kleine Zauberer und die große Fünf von Uwe Kant und dem gleichnamigen Film von Erwin Stranka)
- Lucky (Kater aus der Fernsehserie Alf)
- Lucy (Katze aus der Kindershow Bim Bam Bino)
- Luna, Artemis und Diana (aus der Manga-Serie Sailor Moon)
- Luzifer (Kater aus dem Zeichentrickfilm Cinderella)
- Mao (der menschliche Begleiter von Hei aus dem Anime Darker than Black)
- Marley (Kater in Claudia Tomans Roman Goldprinz)
- Maurizio di Mauro (Kater in Michael Endes Kinderbuch Der satanarchäolügenialkohöllische Wunschpunsch)
- Herr Wunder Maurice (Kater aus Terry Pratchetts Maurice, der Kater)
- Maunzerle (im Buch Kater Mikesch von Josef Lada und bei der Augsburger Puppenkiste)
- Mauzi (ein Pokémon aus der gleichnamigen Videospiel- und Zeichentrickserie)
- Mehitabel (aus den Gedichten von Don Marquis)
- Miezuleika (aus dem Spielfilm Otto – Der neue Film)
- Miesmies (aus Lebens-Ansichten des Katers Murr von E. T. A. Hoffmann)
- Minusch (aus Die geheimnisvolle Minusch nach A.M.G. Schmidt)
- Minz und Maunz, Katzen aus Die gar traurige Geschichte mit dem Feuerzeug aus dem Kinderbuchklassiker Struwwelpeter
- Moosh (aus der Comicserie Mutts von Patrick McDonnell)
- Mrs. Murphy (Katzendetektivin in den Krimis von Rita Mae Brown)
- Munkel (aus Henning Mankells Roman Ein Kater, schwarz wie die Nacht)
- Myu Myu (auch Miyu-Miyu oder Myo Myo; aus der OVA FLCL)
- Nekomata no Nibi (zweischwänzige Katze aus der Manga- und Anime-Serie Naruto; Sangos Katze aus der Manga- und Anime-Serie Inu Yasha)
- Nero Corleone (aus dem Roman von Elke Heidenreich)
- Nimitz (Honor Harringtons Baumkater in der gleichnamigen SciFi-Romanserie von David Weber)
- Nyan Cat, Internet-Phänomem
- Odysseus (Kater aus dem Film Odysseus und die Sterne von Ludvík Ráža)
- Orion (aus dem Spielfilm Men in Black)
- Herr Paul (Kater aus den Strizz-Comics von Volker Reiche)
- Pete (Kater aus Robert A. Heinleins SF-Roman Tür in den Sommer)
- Petter Schwanzlos (im Original: „Pelle Svanslös“, Kater in der gleichnamigen Buchreihe von Gösta Knutsson, sowie den dazugehörigen Comics, Fernsehserien und Filmen)
- Pünktchen (im Original: „Pixel“; die titelgebende Katze in Robert A. Heinleins SF-Roman Die Katze, die durch Wände geht)
- Rita (aus der Fernsehserie Animaniacs)
- Sakamoto (阪本, sprechende Katze aus dem Manga und Anime Nichijou)
- Salem (meist von einer Puppe gedoubelt, in der Serie Sabrina – Total Verhext!)
- Schneeball sowie Schneeball II, III und V (im Original „Snowball“) und Scratchy aus der Zeichentrickserie Die Simpsons
- Schnudriwudri (auch: „Roxy Roller“; aus den Videos der „AFeu Productions“)
- Schrödingers Katze (ein Gedankenexperiment des Physikers Erwin Schrödinger aus dem Bereich der Quantenmechanik)
- Shamisen (aus der Light-Novel-Reihe Suzumiya Haruhi no Yūutsu)
- Shihōin Yoruichi (aus dem Manga und Anime Bleach)
- Spot (die Katze Lieutenant Commander Datas in der Serie Raumschiff Enterprise – Das nächste Jahrhundert)
- Si und Am (aus Susi und Strolch)
- Simon’s Cat (von Simon Tofield)
- Stimpy (aus dem Cartoon Ren-und-Stimpy-Show)
- Streaky (aus den Supergirl-Comics)
- Superkater (aus dem Cartoon Topcat)
- Sylvester (aus den Cartoons der Warner Brothers)
- Takkun (aus der OVA FLCL)
- Tobermory (aus den Erzählungen von Saki)
- Tom (aus der Zeichentrickserie Tom und Jerry)
- Tom Puss (Comicfigur von Marten Toonder)
- Ulrich (Aus den Büchern von Richard Scarry)
- Winston Churchill, kurz Church (Kater aus Stephen Kings Roman Friedhof der Kuscheltiere und dessen Verfilmungen)
- Ziggie (aus dem gleichnamigen Comic)[2]

## Koalas
- Blinky Bill und Nutsy (aus der Zeichentrickserie The Adventures of Blinky Bill)
- Blinky und Pinky (aus der Animeserie Noozles)
- Knöpfchen (der Koala von Georgie aus der Manga- und Animeserie Georgie)
- Leonard (aus der Fernsehserie Die Pinguine aus Madagascar)
- Reginald (CIA-Agent aus der Zeichentrickserie American Dad)

## Kojoten
- Wile E. Coyote (aus den Zeichentrickserien Looney Tunes und Merrie Melodies nach Cartoons von Chuck Jones)

## Krebse
- Bernie (Einsiedlerkrebs aus der Zeichentrickserie Zig & Sharko – Meerjungfrauen frisst man nicht!)
- Mr. Krabs (Krabbe aus der Zeichentrickserie SpongeBob Schwammkopf)
- Sebastian (Krabbe aus dem Zeichentrickfilm Arielle, die Meerjungfrau)

## Krokodile und Alligatoren
- Captain Jack (aus der Zeichentrickserie Die Simpsons)
- Kanaligator Charon (in den USA „Jean Paul, the Canaligator“; aus Die Story von Monty Spinnerratz, Kinofilm der Augsburger Puppenkiste)
- Die Crazy Crocos (in Italien: „Coccodritti“, in Spanien: „Cocodristos“, in Nordeuropa: „City Crocos“; vom Designer André Roche für das Kinderüberraschungsei von „Ferrero“ kreierte Figuren)
- Gabby Gator (aus den Woody-Woodpecker-Cartoons von Walter Lantz)
- Gretchen (aus der Zeichentrickserie Camp Lazlo)
- Johnny, Larry und Barry (Geheimagenten aus der Zeichentrickserie S.O.S Croco!)
- King K. Rool (Krokodilkönig mit einer Bindehautentzündung, der Erzfeind von Donkey Kong, aus den Donkey-Kong-Videospielen)
- Krok (aus dem Marionettenspiel Kommt ein Löwe geflogen von der Augsburger Puppenkiste nach Max Kruse)
- Krokodella, Gegenspielerin der Erdmännchen-Detektive Jan und Henry der Puppenspiel-Kinderserie Ein Fall für die Erdmännchen
- Krokodil Gena (gleichnamige russische Zeichentrickserie)
- Kroko Doc (aus dem gleichnamigen Kinderspiel von Hasbro)
- Louis (Alligator aus dem Zeichentrickfilm Küss den Frosch)
- Mutawakkel (Krokodil aus dem Comic Mosaik)
- Markus (einfältiger Dörfler aus der Videospielreihe Animal Crossing)
- Nero und Brutus (Krokodile von Madame Medusa aus dem Zeichentrickfilm Bernard und Bianca – Die Mäusepolizei)
- Das patentierte Krokodil (aus der gleichnamigen Tiergeschichte von Manfred Kyber)
- Pochi (aus dem Manga He Is My Master)
- Roger (aus der Fernsehserie Die Pinguine aus Madagascar)
- Schnappi (aus dem Kinderlied Schnappi, das kleine Krokodil, gesungen von Joy Gruttmann, wurde später auch Zeichentrickfigur)
- Tick Tack Krokodil (Krokodil aus dem Roman Peter Pan von J. M. Barrie und dessen Verfilmungen)
- Wasti (ein versehentlich in ein Krokodil verwandelter Langhaardackel in Otfried Preußlers Kinderbuch Neues vom Räuber Hotzenplotz)

## Kröten
- Bufo (die Kröte von Louis Kehlweiler aus den Krimis von Fred Vargas)
- Kühlwalda (im Original „Touchwood“; aus der Fernsehserie Catweazle und dem Film Catweazle)
- Unkerich (eine Gelbbauchunke, Freund von Lurchi, Werbefigur für „Salamander-Schuhe“)
- Trevor (Kröte von Neville Longbottom aus den Harry-Potter-Romanen)
- Toad (aus dem Roman Der Wind in den Weiden von Kenneth Grahame)
- Ed Bighead (aus der Zeichentrickserie Rockos modernes Leben)
- Gama (Kröten aus der Manga- und Animeserie Naruto)
- Sibylle Warzenreich (aus der Tiergeschichte Peter Plüsch von Manfred Kyber)
- Slippy Toad (aus der Videospielserie Star Fox)

## Küchenschaben
- Archy (Küchenschabe aus den Gedichten von Don Marquis)
- Dee-Dee, Marky und Joey (aus der Zeichentrickserie Oggy und die Kakerlaken)
- Küchenschabe (namenloses Haustier von Reinhard Mey in seinem Chanson Alles, was ich habe auf dem 1972 erschienenen Album Mein achtel Lorbeerblatt)
- Ralph und Rodney Roach (aus dem Spielfilm Joes Apartment – Das große Krabbeln)

## Kühe
Siehe Hausrinder

## Läuse
- Bleilaus (als Berufsscherz in Setzereien)
- Steinlaus (aus dem gleichnamigen Sketch von Loriot)

## Leguane
- Jub-Jub (Leguan aus der Zeichentrickserie Die Simpsons)
- Louie, der lustige Leguan (aus Die Känguru-Offenbarung von Marc-Uwe Kling)

## Lemminge
- Lemminge (aus der Computerspielserie Lemmings)
- Lemminge (aus den Nichtlustig-Comics von Joscha Sauer)
- Depressive Lemminge (aus der Kinderbuchreihe Der kleine Eisbär von Hans de Beer und deren Verfilmungen)

## Lemuren
- King Julien, Maurice und Mort (aus dem Animationsfilm Madagascar)
- Rollo (aus dem Spielfilm Wilde Kreaturen)

## Löwen
- Alex (aus dem Animationsfilm Madagascar)
- Alois (aus dem Roman Die Konferenz der Tiere von Erich Kästner)
- Aslan (aus den Romanen Die Chroniken von Narnia von C. S. Lewis)
- Clarence (der schielende Löwe aus der Fernsehserie Daktari)
- Der feige Löwe (aus Der Zauberer von Oz von Lyman Frank Baum bzw. Der Zauberer der Smaragdenstadt von Alexander Wolkow und den jeweiligen Folgebänden)
- Der glückliche Löwe (aus der Kinderbuchreihe von Louise Fatio)
- Der große und der kleine Löwe (Zeichentrickfiguren im Werbefernsehen des Bayerischen Rundfunks)
- Kiara, Kovu, Mufasa, Nala, Nuka, Sarabi, Scar, Simba, Vitani und Zira (aus dem Zeichentrickfilm Der König der Löwen und dessen Fortsetzung Der König der Löwen 2 – Simbas Königreich)
- Kimba (aus dem Manga Janguru Taitei von Osamu Tezuka und der Zeichentrickserie Kimba, der weiße Löwe)
- Leonie Löwenherz (aus der gleichnamigen TV-Serie)
- Leo the Lion (Markenzeichen der „MGM“-Filmstudios)
- Löwe (aus den TV-Serien Gut gebrüllt, Löwe und Der Löwe ist los! von der Augsburger Puppenkiste)
- Mayor Lionheart (aus dem Animationsfilm Zoomania)
- Montana Jones (aus der Zeichentrickserie Montana)
- OLI (aus der Kinder-Tiersendung OLI’s Wilde Welt)
- Papa Löwe und seine glücklichen Kinder (aus der gleichnamigen Animationsserie von Janosch)
- Staufi (Logofigur der Abendschau des Südwestdeutschen Rundfunks)
- Willy Fog (aus der Zeichentrickserie Um die Welt mit Willy Fog und dessen Fortsetzungen)

## Mammuts
- Das haarige Elefantenkind (Mammut aus dem gleichnamigen Kinderbilderbuch von Marion von Tessin)
- Manfred (bzw. „Manny“), Ellie und Peaches (aus dem Animationsfilm Ice Age)
- Wolli (aus dem Zeichentrickfilm Felix – Der Hase und die verflixte Zeitmaschine)

## Maultiere
- Mary (Reittier von Sam Hawkens in den Winnetou-Büchern von Karl May)
- Nummer Sieben (störrisches Reittier des Trappers Mad Jack in der Fernsehserie Der Mann in den Bergen)
- Ruth, Grete oder Klaus-Dieter (Reittier von Festus Haggen in der Fernsehserie Rauchende Colts; der Name wechselte aufgrund verschiedener Synchronisationen)[3]

## Maulwürfe
- Bottles aus dem Nintendo-Spiel „Banjo-Kazooie“ für das Nintendo 64
- Grabowski (im Kinderbuch Der Maulwurf Grabowski) von Luis Murschetz (Diogenes ISBN 3-257-00542-3)
- Der kleine Maulwurf (im tschechischen Original „Krtek“, Zeichentrickserie, im deutschsprachigen Raum vor allem bekannt aus der Sendung mit der Maus)
- Mauli, Mosi (Die Tiere aus dem Talerwald)
- Der Maulwurf aus dem Kinderbuch Vom kleinen Maulwurf, der wissen wollte, wer ihm auf den Kopf gemacht hat
- Der Maulwurf aus dem Kinderbuch von Kurt Bracharz und Tatjana Hauptmann Wie der Maulwurf beinahe in der Lotterie gewann
- Der Maulwurf in dem Roman für Kinder Der Wind in den Weiden
- Der Maulwurf „Henk“ von Alfred J. Kwak
- Max Maulwurf, Symbolfigur für die Informationspolitik der Deutschen Bahn AG
- „De Maulwurfn“ als Comedy-Handpuppe im Programm von René Marik
- Paula und Paula (aus den Gutenachtgeschichten vom Sandmännchen)
- Pauli (in Comics von Rolf Kauka)
- Peter Plüsch und seine Familie (aus der Tiergeschichte Peter Plüsch von Manfred Kyber)
- Signor Resetti und sein Bruder Don (Ordnungshüter aus der Videospielreihe Animal Crossing)
- The Mole (rosa Maulwurf aus der Zeichentrickserie Happy Tree Friends)

## Mäuse

### Haus- und Feldmäuse
- Alexander und Emily (aus der Kinderserie Landmaus und Stadtmaus auf Reisen)
- Basil (aus dem Kinderbuch Basil of Baker Street von Eve Titus und dem darauf basierenden Zeichentrickfilm Basil, der große Mäusedetektiv)
- Bernard und Bianca (aus dem Zeichentrickfilm Bernard und Bianca – Die Mäusepolizei und dessen Fortsetzung Bernard und Bianca im Känguruland)
- Mr. Big (Rotzahnspitzmaus aus dem Animationsfilm Zoomania)
- Bino (aus der Kindershow Bim Bam Bino)
- Mrs. Brisby (aus dem Zeichentrickfilm Mrs. Brisby und das Geheimnis von NIMH von Don Bluth)
- Danger Mouse (aus der gleichnamigen Zeichentrickserie)
- Despereaux, Kinderbuchfigur von Kate DiCamillo
- Diddl-Maus (Kinderspielzeug und Werbefigur)
- Die Maus (aus der Sendung mit der Maus)
- Die Maus (aus Die Abenteuer der Maus auf dem Mars)
- Die Maus aus dem Kinderbuchklassiker Der Grüffelo von Julia Donaldson und Axel Scheffler
- Feivel (Hauptfigur zweier Zeichentrickfilme, u. a. Feivel, der Mauswanderer von Don Bluth)
- Fips (aus Familie Petz)
- Fix und Fax (Hauptfiguren des gleichnamigen deutschen Comic von Jürgen Kieser, der ursprünglich in dem Comicmagazin Atze der DDR veröffentlicht wurde)
- Frederick, vielfach ausgezeichnetes Kinderbuch von Leo Lionni
- die grüne Maus aus der Werbe-Comicreihe Telemiezen des Südwestfunks
- Herman (aus dem Zeichentrickfilmen Hermann, die tollkühne Maus)
- Ignatz Mouse (aus den Krazy Kat Comics von George Herriman)
- Itchy (aus der Zeichentrickserie Itchy & Scratchy innerhalb der Zeichentrickserie Die Simpsons)
- Jacques & Karli (aus dem Zeichentrickfilm Cinderella)
- Jerry (aus der Zeichentrickserie Tom und Jerry)
- Johnny Mauser (aus der Zeichentrickserie Geschichten aus Mullewapp und dem Animationsfilm Mullewapp – Das große Kinoabenteuer der Freunde nach den Kinderbüchern von Helme Heine)
- Kasper (Mäuserich aus dem Comic-Magazin Yps)
- Familie Kirchenmaus (aus Band I und III der Redwall-Buchreihe von Brian Jacques)
- Leo Lausemaus (aus der gleichnamigen Animationsserie)
- Mariechen Knusperkorn (Feldmaus aus der Tiergeschichte Ambrosius Dauerspeck und Mariechen Knusperkorn von Manfred Kyber)
- Marvin, Konrad und Knut (aus dem Zeichentrickfilm Die große Käseverschwörung)
- Matthias (aus der Fernsehserie Retter von Redwall)
- Mäusepiep (aus den Lurchi-Comics, Werbefigur für Salamander-Schuhe)
- Micky Maus und Minni Maus (aus verschiedenen Zeichentrickserien und -filmen sowie Comics)
- Mizune (taucht im Manga Soul Eater sowohl als Maus als auch in menschlicher Gestalt auf)
- Oskar die Supermaus (im Original „Mighty Mouse“; aus den Zeichentrickfilmen und Comics)
- Pinky und der Brain (aus der gleichnamigen Zeichentrickserie)
- Putzi (aus dem Buch Wie Putzi einen Pokal gewann von Elizabeth Shaw)
- Sara die Feldmaus (aus dem Hörspiel Sara und der goldene Weizen von Meryl Doney und Rolf Krenzer)
- Stuart Little (Waisenmaus aus dem gleichnamigen Spielfilm, dessen Fortsetzung, basierend auf dem Kinderbuch von E. B. White)
- Toffel, aus der Animationsserie Chips und Toffel
- Trubloff (aus dem Kinderbuch Trubloff die Maus, die Balalaika spielte, im Original Trubloff the Mouse Who Wanted to Play the Balalaika, von John Burningham)
- Tutter (aus der Puppentrickserie Der Bär im großen blauen Haus)
- Die Weißen Mäuse aus der Romanreihe Per Anhalter durch die Galaxis (namentlich erwähnt Benny & Frankie)

### Wüstenrennmäuse
- Eddie die Wüstenrennmaus (aus der Zeichentrickserie Cosmo und Wanda – Wenn Elfen helfen)
- Extermie (aus Night of the Living Gerbil)
- Gerbil (aus Micro-Gerbil 2001)
- Gerbil (aus Homeboys in Outer Space)
- Kevin the Gerbil (Freund von Roland Rat)
- Lemmiwinks (aus der Serie South Park)
- Speedy Gonzales (aus der Warner-Brothers-Zeichentrickserie Die schnellste Maus von Mexiko)

### Andere
- Alexander (Zwergmaus aus der Zeichentrickserie Die Biene Maja)
- Rabenmaus aus dem Galgenlieder-Gedicht von Christian Morgenstern: Der Nachtschelm und das Siebenschwein
- Pikachu (Ein Pokémon, welches an eine Maus angelehnt ist: aus der TV-Serie Pokémon)

## Meerschweinchen
- Glubschi (Meerschweinchen aus dem Spielfilm Bedtime Stories)
- Hurley, Juarez, Blaster und Darwin (aus dem Spielfilm G-Force – Agenten mit Biss)
- Die Meeries (Meerschweinchengang des gleichnamigen YouTube-Kanals)
- Rodney (aus dem Spielfilm Dr. Dolittle)
- Samson J. Clogmeyer (aus der Zeichentrickserie Camp Lazlo)

## Mungos
- Patsy Smiles (Mungo aus der Zeichentrickserie Camp Lazlo)
- Rikki-Tikki-Tavi (aus Rudyard Kiplings Das Dschungelbuch und dessen Verfilmungen)

## Nacktmulle
- Rufus (Nacktmull aus der Zeichentrickserie Kim Possible)

## Nashörner
- Rambi (Nashorn aus den Donkey-Kong-Videospielen)
- Clam (Zwergnashorn aus der Zeichentrickserie Camp Lazlo)
- Donky von Alpha 6*4 (aus der Zeichentrickserie Donky und der darauf basierenden Hörspiel- und Comicserie)
- Reinhold das Nashorn (aus Loriots gleichnamigem gleichnamigen Comicstrip in der Kinderbeilage sternchen der Zeitschrift Stern)
- Roy (aus der Fernsehserie Die Pinguine aus Madagascar)
- Norbert Nackendick (aus der gleichnamiger Geschichte von Michael Ende)

## Nilpferde
- Gloria (Nilpferd aus dem Animationsfilm Madagascar)
- Hugo (aus dem Animationsfilm Das Nilpferd Hugo)[4]
- Die Happy Hippos (vom Designer André Roche für das Kinderüberraschungsei von „Ferrero“)
- Klein Hippo (aus der Zeichentrickserie Hippo Hurra)
- Moto Moto (aus dem Animationsfilm Madagascar 2)
- Mumins (Trollwesen aus den Büchern von Tove Jansson)

## Opossums
- Beißi (englisch „Bitey“; Opossum aus der Zeichentrickserie Die Simpsons)
- Crash und Eddie (aus dem Animationsfilm Ice Age)
- Kylie Sven (aus dem Animationsfilm Der fantastische Mr. Fox)
- Ozzie und Heather (aus dem Animationsfilm Ab durch die Hecke)

## Otter
- Marlene (Otter aus der Animationsserie Die Pinguine aus Madagaskar)
- Mrs. Otterton (aus dem Animationsfilm Zoomania)
- Mudge (Dieb und Held aus Alan Dean Fosters Fantasy-Romanzyklus Bannsänger)
- Pip und Pop (Otterzwillinge aus der Serie Der Bär im großen blauen Haus)
- Russel (Seeotter-Pirat aus der Zeichentrickserie Happy Tree Friends)

## Panther
- Baghira (im Original „Bagheera“; der schwarze Panther aus Rudyard Kiplings Das Dschungelbuch und dessen Verfilmungen)
- Manchas (ein schwarzer Panther aus dem Animationsfilm Zoomania)
- Paulchen, der rosarote Panther (Figur aus dem Vorspann des Realfilms Der rosarote Panther, die dann eine eigene Zeichentrickserie bekam)
- Panther (aus dem Gedicht Der Panther von Rainer Maria Rilke)
- Smeralda (Wahrsagerin aus der Videospielreihe Animal Crossing)

## Papageien
- Blue und Jewel (Spixaras aus dem Animationsfilm Rio)
- Blackbeard (aus der Buchreihe Die drei Fragezeichen und der darauf basierenden gleichnamigen Hörspielserie)
- Coco (aus dem Kinderbuch Jäpkes Insel von Lenore Gaul)
- Globi, Schweizer Werbe- und Kinderbuchfigur
- Jago (aus der Zeichentrickserie Aladdin)
- José („Zé“, „Joe“) Carioca (aus den Zeichentrickfilmen Drei Caballeros im Sambafieber und Drei Caballeros; speziell für den lateinamerikanischen Markt kreiert, tritt in einigen Ländern (z. B. Brasilien) auch in Disney-Comics auf)
- Käpt‘n Flint (aus dem Buch Die Schatzinsel von Robert Louis Stevenson, benannt nach dem berühmten Seeräuber Captain Flint)
- Kiki (Jack Trents Papagei aus Enid Blytons Abenteuer-Serie)
- Knox (aus der Comic-Serie Fix und Foxi von Rolf Kauka)
- Polynesia (aus dem Kinderbuch Doktor Dolittle und seine Tiere und dessen Fortsetzungsbände von Hugh Lofting)
- Rosalinda (aus dem Kinderbuch Pippi in Taka-Tuka-Land von Astrid Lindgren)
- Störtebeker (aus dem Kinderbuch Die Piratenamsel von Uwe Timm)

## Pferde
- Amadeus, Sabrina, Pascal, Felix, Cleopatra und Maharadscha (Pferde aus der Kinderhörspielreihe Bibi und Tina)
- Arod (Legolas’ Pferd im Roman Der Herr der Ringe von J. R. R. Tolkien)
- Artax (das Pferd von Atreju in Michael Endes Die unendliche Geschichte; Buch und Film)
- Asfaloth (das Pferd von Glorfindel in Tolkiens Der Herr der Ringe, bzw. von Arwen in Peter Jacksons Filmtrilogie)
- Babieca (der legendäre Schimmel des Ritters El Cid aus einem mittelalterlichen spanischen Heldenepos, u. a. erwähnt in Cervantes’ Roman Don Quijote (I.8) und im Zeichentrickfilm El Cid)
- Binky (das Pferd von Tod, dem Sensenmann der Scheibenwelt von Terry Pratchett)
- Black Beauty (aus dem Roman von Anna Sewell und diversen Verfilmungen)
- Blitz/Black (aus der Buchreihe von Walter Farley und der darauf basierenden Fernsehserie Black, der schwarze Blitz)
- Boxer, Clover und Molly (aus dem Roman Farm der Tiere von George Orwell)
- Brego (das Pferd von Aragorn in der Herr-der-Ringe-Filmtrilogie)
- Bukephalos (das Pferd Alexander des Großen, welches, der Überlieferung nach, sprechen konnte)
- Butterblume (Mitbewohner in Sarah Burrinis Wohngemeinschaft in dem Webcomic Das Leben ist kein Ponyhof)
- Champion, das Wunderpferd (aus der Fernsehserie Drei gute Freunde, im Original Adventures of Champion (USA) bzw. Champion the Wonderhorse (UK))
- Comet das Superpferd (aus den Supergirl-Comics)
- Duncan (aus der Zeichentrickserie Die Simpsons)
- Dixie (Pferd von Wendy aus dem Wendy-Comic)
- Mr. Ed (sprechendes Pferd in der gleichnamigen Fernsehserie)
- Epona (Pferd von Link in der Videospielreihe The Legend of Zelda)
- Esperanza (aus dem Zeichentrickfilm Spirit – Der wilde Mustang von Dreamworks)
- Evangelist (Pferd aus dem Film Sunday Horse – Ein Bund fürs Leben)
- Falada (das sprechende Pferd der Prinzessin aus dem Märchen Die Gänsemagd von den Brüdern Grimm)
- Fjalar (Pferd von Karl im Land Nangijala in Die Brüder Löwenherz von Astrid Lindgren)
- Flicka (aus den Flicka-Filmen und der Fernsehserie nach Romanen von Mary O’Hara)
- Fury (aus dem Jugendbuch von Albert G. Miller und der gleichnamigen Fernsehserie)
- Grim (Pferd von Jonathan in Die Brüder Löwenherz von Astrid Lindgren)
- Haizum (Pferd des Erzengels Gabriel)
- Hasufel (das Pferd von Legolas in Der Herr der Ringe)
- Hatatitla (bei Karl May das Pferd Old Shatterhands und Bruder von Iltschi)
- Hidalgo (das Pferd aus dem Film Hidalgo – 3000 Meilen zum Ruhm)
- Houyhnhnms (aus dem Roman Gullivers Reisen von Jonathan Swift; weise und vernunftbegabte Pferde in einem wohl bei Südamerika gelegenen Phantasieland, die sich Yahoos, verwilderte Menschen, als Sklaven halten)
- Iltschi (bei Karl May das Pferd Winnetous)
- Jingo (aus dem Roman Jingo das Wildpferd von der Insel von Jocelyn Arundel)
- Joey (Pferd von Albert Narracott aus dem Film Gefährten von Steven Spielberg)
- Jolly Jumper (das Pferd von Lucky Luke in den Comics von Morris)
- Khan (weißes Mongolenpferd in dem Roman Das Mondpferd von Federica de Cesco)
- Kleiner Donner (Pferd von Yakari in der gleichnamigen Comicreihe von Derib)
- Kleiner Onkel (aus den Pippi-Langstrumpf-Kinderbüchern von Astrid Lindgren)
- Luis d’Argent (Pferd von Colin aus den Romanen Splitterherz, Scherbenmond und Dornenkuss von Bettina Belitz)
- Lutz (Packpferd im Roman Der Herr der Ringe und dessen Verfilmung. Wird von Sam am Tor von Moria zurückgelassen.)
- Lukas (Michels Pferd in Michel aus Lönneberga von Astrid Lindgren)
- Miramis (aus dem Buch Mio, mein Mio von Astrid Lindgren)
- Mein kleines Pony, Serie von Spielzugpferden des Herstellers Hasbro
- Nikolaus, Schimmel aus dem Märchenfilm Drei Haselnüsse für Aschenbrödel
- Ora (Fohlen aus dem Film Ostwind – Aufbruch nach Ora)
- Ostwind (Pferd aus dem gleichnamigen Film)
- Penny (Pferd von Wendy aus dem Wendy-Comic)
- Pferdle (aus Äffle und Pferdle, schwäbisch sprechende Zeichentrickfigur von Armin Lang und Werner Klein aus dem Werbefernsehen des Südwestdeutschen Rundfunks)
- Phillip, Pferd von Edmund aus den Romanen Die Chroniken von Narnia von C. S. Lewis
- Poly (Pony aus französischen Fernsehserien, u. a. Poly in Portugal, 1968)
- Plötze (Pferd von Geralt von Riva aus der Computerspielreihe The Witcher)
- Prinzessin (englisch „Princess“, aus der Zeichentrickserie Die Simpsons)
- Rih (der schwarze Araber von Kara Ben Nemsi im Orientzyklus der Karl-May-Romane)
- Racker (Ronjas Wildpferd in Ronja Räubertochter)
- Rain (aus dem Zeichentrickfilm Spirit – Der wilde Mustang von Dreamworks)
- Renner (Pferd von Jondalar und Ayla im Romanzyklus Kinder der Erde von Jean M. Auel)
- Rhinozepony (aus dem Christian-Morgenstern-Gedicht Neue Bildungen der Natur vorgeschlagen)
- Rosinante (das Pferd Don Quijotes in Miguel de Cervantes’ Roman Don Quijote von der Mancha)
- Rudi Ross (aus Disney-Comics)
- Scarlet, Button, Calypso und weitere Pferde der Zeichentrickserie Horseland, die Pferderanch
- Schattenfell (englisch: „Shadowfax“, das Pferd des Zauberers Gandalf in Der Herr der Ringe)
- Schwarzer (das Pferd von Silas in der gleichnamigen Fernsehserie)
- Shadow (aus dem Roman Shadow. Das Pferd, das aus dem Schatten kam von Karin Tillisch)
- Silver (das Pferd des Lone Ranger – „Hey Ho, Silver!“)
- Sisco (Pferd von John Dunbar in dem Film Der mit dem Wolf tanzt)
- Spirit (aus dem Zeichentrickfilm Spirit – Der wilde Mustang von Dreamworks)
- Sternschnuppe (das Pferd von Regina Regenbogen in der gleichnamigen Zeichentrickserie)
- Swallow (bei Karl May ein Pferd von Old Shatterhand)
- Swift Wind (Pferd von She-Ra aus Princess of Power)
- Thirty-Thirty (das Pferd von Marshall Bravestarr in der gleichnamigen Zeichentrickserie)
- Tornado (das Pferd von Zorro, Held der Groschenromane von Johnston McCulley und diverser Verfilmungen)
- Trigger (das Pferd von Roy Rogers)
- Türkenschreck (das Pferd von Ritter Runkel, Comicfigur von Hannes Hegen)
- Twinkle (das Pferd aus der Zeichentrickserie Barbaren-Dave)
- Wildfang (Wildpferd von Birk in Ronja Räubertochter von Astrid Lindgren)
- Windfola (der Schimmel von Eowyn in Der Herr der Ringe)
- Winnie (das Pferd von Ayla im Roman-Zyklus Kinder der Erde der Autorin Jean M. Auel)
- Wirbelwind (das Pferd von Sissi in der gleichnamigen Zeichentrickserie)
- Xanthos (griechisch „Blonder“, das unsterbliche Pferd des Achilleus in griechischen Sagen)
- Zottel (Pony aus der Buchreihe Bille und Zottel von Tina Caspari)

## Pinguine
- Cody Maverick, Lani Aliikai, Big Z und weitere Charaktere (aus dem Animationsfilm Könige der Wellen)
- Joe & Sally (zwei Königspinguine, die mit Willy Puchner vier Jahre um die Welt reisten)
- Mumble, aus den Animationsfilmen Happy Feet und Happy Feet 2
- Die Peppy Pingos (in Frankreich: Petits Pingos, in Spanien und Portugal: Pingüi Pandilla, in vielen anderen europäischen Ländern: Funny Pingos, vom Designer André Roche für das Kinderüberraschungsei von Ferrero)
- Ping (aus der Buchreihe Urmel aus dem Eis und deren Verfilmungen)
- Pingo, aus der dänischen Comic-Reihe Petzi
- Pingu (aus der Knet-Animeserie Pingu)
- tanzende Pinguine (aus den Mary Poppins-Romanen und deren Verfilmungen)
- der Pinguin (Gegenspieler zu „das Känguru“ in Marc-Uwe Klings Die Känguru-Chroniken)
- Pinguin (aus Wallace & Gromit)
- Pinguin Charly aus den Comics und Büchern des Igels Mecki
- Skipper, Kowalski, Private und Rico (aus dem Film Madagascar bzw. der Trickserie Die Pinguine aus Madagaskar)
- T’choupi (aus der gleichnamigen Kinderbuchreihe von Thierry Courtin)

## Raben
- Abraxas (Rabe der Kleinen Hexe aus dem gleichnamigen Kinderbuch von Otfried Preußler)
- Dr. Adolphus Bedlo (in einen sprechenden Raben verwandelter Zauberer aus dem Film Der Rabe – Duell der Zauberer, angelehnt an das Gedicht Der Rabe von Edgar Allan Poe. Siehe weiter unten).
- Alfred (aus dem Kinderbuch Die Piratenamsel von Uwe Timm)
- Corvus (ausgestopfter Rabe aus der Fernsehserie Das Haus Anubis)
- Dolfus (Dohle aus dem Kinderbuch Der kleine dicke Ritter von Robert Bolt; bearbeitet durch die Augsburger Puppenkiste)
- Hans Huckebein, der Unglücksrabe (aus der gleichnamigen Bildergeschichte von Wilhelm Busch)
- Heckle und Jeckle (aus der Zeichentrickserie Heckle und Jeckel – die frechen Elstern)
- Jakob Krakel (aus Michael Endes Kinderbuch Der satanarchäolügenialkohöllische Wunschpunsch)
- Jakob Krakel-Kakel (aus der gleichnamigen Tiergeschichte von Manfred Kyber)
- Jakobus Nimmersatt (aus dem gleichnamigen Buch von Boy Lornsen)
- Moses (aus der Fabel Farm der Tiere von George Orwell)
- Nevermore (aus dem Gedicht Der Rabe von Edgar Allan Poe)
- Nimmermehr (Rabe der Hexe Gundel Gaukeley in Entenhausen)
- Poe (aus Gisbert Haefs’ Balthasar-Matzbach-Krimi Und oben sitzt ein Rabe)
- Quoth (aus den Romanen der Scheibenwelt)
- Der Rabe Ralf (aus dem gleichnamigen Gedicht aus Christian Morgensterns Galgenliedern und Name einer Berliner Umweltzeitschrift)
- Roac (aus Tolkiens Der Hobbit)
- Rudi (aus der Kinderserie Siebenstein)
- Schnackfass (Dohle aus dem Kinderbuch Seeräubermoses von Kirsten Boie)
- Sheila (aus der Anime-Serie Sindbad)
- Der kleine Rabe Socke (aus der gleichnamigen Kinderbuchreihe und deren Verfilmungen)

## Ratten
- Doctor Rat (aus dem gleichnamigen Roman von William Kotzwinkle)
- Ben (aus dem gleichnamigen Film)
- Hein Blöd (aus Käpt’n Blaubär)
- Marvi Hämmer (jugendliche Ratte, Moderator vom KiKA)
- Monty Spinnerratz (aus dem Film Die Story von Monty Spinnerratz von der Augsburger Puppenkiste)
- Der Rattenkönig (aus der Theateradaption von E. T. A. Hoffmanns Der Nussknacker und der Mäusekönig)
- Der Rattentod (eine Figur aus den Scheibenwelt-Romanen von Terry Pratchett)
- Professor Rattenzahn (der Gegenspieler von Basil dem Mäusedetektiv aus dem gleichnamigen Zeichentrickfilm). Rattenzahn ist die Inkarnation von Professor James Moriarty in Disneys Mäusewelt.
- Rémy und andere Ratten (aus dem Animationsfilm Ratatouille)
- Rizzo (aus der Muppet Show)
- die Ratte der Abrafaxe
- die Ratte (der Gegenspieler vom Kleinen König Kalle Wirsch)
- die intelligenten und sprachbegabten Ratten (aus Terry Pratchetts Maurice der Kater)
- Splinter (von den Teenage Mutant Ninja Turtles)
- Ratbert (Comicfigur aus den Dilbert-Comics von Scott Adams)
- Basil Ratzki (aus der gleichnamigen Bildergeschichte von Tomi Ungerer)
- Rolf Rüdiger (Figur von Confetti TiVi des ORF)
- Krätze (aus den Harry-Potter-Romanen und -Filmen)

## Raupen
- Absolem (Raupe aus dem Kinderbuch Alice im Wunderland und dessen Verfilmungen)
- Die kleine Raupe Nimmersatt (aus dem gleichnamigen Kinderbuch von Eric Carle)
- Gustl (aus dem Animationsfilm Das große Krabbeln)
- Kathy Grünraupe und ihre Schwestern (aus dem Zeichentrickfilm Katy – Die kleine Raupe)
- Raupy (ein Pokémon aus der gleichnamigen Animeserie)

## Rehe
- Das Brüderchen im Märchen Brüderchen und Schwesterchen der Brüder Grimm
- Bambi (in dem Roman von Felix Salten)

## Rentiere
- Chopper (aus dem Anime One Piece, in deutscher Fassung ein Elch)
- Dasher, Dancer, Prancer, Vixen, Comet, Cupid, Donner und Blitzen (Schlittentiere von Santa Claus)
- Mime (Pantomime-Rentier aus der Zeichentrickserie Happy Tree Friends)
- Rudolph, the Red-Nosed Reindeer (rotnasiges Rentier aus einem Weihnachtslied)
- Rudolph, Donner und Blitz (aus der Serie Weihnachtsmann & Co. KG)
- Sven (aus dem Animationsfilm Die Eiskönigin – Völlig unverfroren)

## Robben
- Flynn (See-Elefant aus dem Animationsfilm Ice Age 4)
- Jeremias Kugelkopf (Seehund aus der gleichnamigen Tiergeschichte von Manfred Kyber)
- Die kleine Robbe Albert (Robbe aus der gleichnamigen Zeichentrickserie)
- Laura (aus der Kinder-Fernsehserie Meine kleine Robbe Laura nach einem Buch von Rowena Farre)
- Seebär, der Seehund aus der dänischen Comic-Reihe Petzi
- Seele-Fant (See-Elefant aus der Urmel-Kinderbuchreihe von Max Kruse und deren Adaptionen)

## Säbelzahntiger
- Diego (im Animationsfilm Ice Age)
- Die Säbelzahntiger (in dem Zauberland-Epos von Alexander Wolkow, 1. Teil: Der Zauberer der Smaragdenstadt)
- Als Haustier in der Zeichentrickserie Familie Feuerstein
- Shira (im Animationsfilm Ice Age, ab Teil 4)

## Salamander
- Lurchi (Werbe- und Comicfigur aus den Lurchis-Abenteuer-Heften des Schuhherstellers Salamander, 1937)
- Hanzou Salamander (aus der Manga- und Anime-Serie Naruto)

## Schafe
- Bo und Lanolin von Orson’s Farm, aus der Serie Garfield und seine Freunde
- Bürgermeisterin Bellwether (ein Schaf aus dem Animationsfilm Zoomania)
- Chili das Schaf, Freundin von Bernd dem Brot (KiKA-Puppenfigur)
- Lammy (weibliches Schaf aus der Zeichentrickserie Happy Tree Friends)
- Maa und die weiteren Schafe aus Ein Schweinchen namens Babe
- Miss Maple, Sir Ritchfield, Mopple the Whale, Cloud, Maude, Othello („Detektiv-Schafe“ aus Leonie Swanns Schafkrimi Glennkill)
- Das Mondschaf, lat. lunovis, aus den Galgenliedern von Christian Morgenstern
- Randy (aus der Fernsehserie Die Pinguine aus Madagascar)
- Selma, das Schaf aus dem Buch von Jutta Bauer
- Shaun das Schaf (Plastilinfigur von Wallace-&-Gromit-Erfinder Nick Park); zudem gibt es noch Timmy das Schäfchen, welches seine eigene Kinderserie bekam.
- Thorsten Dörnbach, ein anthropomorphes Schaf des Cartoonisten Ralph Ruthe, das durch seine ausgeprägte Fäkalsprache auffällt

## Schildkröten
- Crush und Sohn Racker (Meeresschildkröten aus dem Animationsfilm Findet Nemo)
- Franklin aus der Serie Franklin – Eine Schildkröte erobert die Welt
- Kassiopeia (aus Michael Endes Momo)
- Leonardo, Donatello, Raphael und Michelangelo (Ninja-Schildkröten aus der Zeichentrickserien und Realverfilmung Teenage Mutant Hero Turtles, auch Teenage Mutant Ninja Turtles)
- Groß-A'Tuin (die Sternenschildkröte, die die Scheibenwelt in Terry Pratchetts Romanen trägt)
- Nessaja (die Schildkröte aus Peter Maffays Tabaluga)
- Ninkame (aus der Manga- und Anime-Serie Naruto)
- Oogway (aus dem Film Kung Fu Panda)
- Sanbi no Isobu (dreischwänzige Dämonenschildkröte aus der Manga- und Anime-Serie Naruto)
- Die Teeny Tapsy Törtels (vom Designer André Roche für das Kinderüberraschungsei von Ferrero)
- Ton-chan (aus dem Manga und Anime K-On!!)
- Tranquilla Trampeltreu, die beharrliche Schildkröte aus der gemeinsamen Kinderoper des Komponisten Wilfried Hiller und des Jugendbuchautors Michael Ende.
- Die uralte Morla (riesige, weise Sumpfschildkröte aus Michael Endes Weltbestseller Die unendliche Geschichte)
- Verne (Schildkröte aus dem Animationsfilm Ab durch die Hecke, Originaltitel Over the Hedge)
- Clodsahamp, großer Hexer aus Alan Dean Fosters Bannsänger-Fantasyzyklus

## Schlangen
- Adolphe (ständig ausbüxende kleine bissige Giftschlange in dem Film Wir sind keine Engel)
- Craig (anthropomorphe Schlange aus der Zeichentrickserie Sanjay & Craig)
- Crictor die gute Schlange (aus dem gleichnamigen Kinderbuch von Tomi Ungerer)
- Kaa und Nag (aus Rudyard Kiplings Das Dschungelbuch und dessen Verfilmungen)
- Kalle Huggorm (Schlange aus dem schwedischen Zeichentrickfilm Pelle Svanslös (dt. Pelle Ohneschwanz) von 1981)
- Manda (Schlange aus der Manga- und Anime-Serie Naruto)
- Medusa (taucht im Manga Soul Eater sowohl als Schlange als auch in menschlicher Gestalt auf)
- Nagini (Voldemorts Schlange aus den Harry-Potter-Romanen)
- Oscar (die lebende Mausefalle in dem Film Mogambo)
- Otter und Schlängler aus der Zeichentrickserie Als die Tiere den Wald verließen.
- Die Schlange aus dem Kinderbuchklassiker Der Grüffelo von Julia Donaldson und Axel Scheffler
- Sir Hiss (aus dem Zeichentrickfilm Robin Hood)
- Würger (englisch „Strangles“ aus der Zeichentrickserie Die Simpsons)
- Yamata no Orochi (achtschwänzige Schlange aus der Manga- und Anime-Serie Naruto, sowie aus einer japanischen Legende)
- Klapperschlangen Jake (aus Rango)

## Schnabeltiere
- Edward T. Platypus (aus der Zeichentrickserie Camp Lazlo)
- Perry das Schnabeltier (aus der Serie Phineas und Ferb)
- Flap (aus der Serie Blinky Bill)

## Schnecken
- Bert und Gerd (Nacktschnecken aus der Kinder-Zeichentrickserie Golo, der Gartenzwerg)
- Bobo (Schnecke aus der Kinder-Rätselzeitschrift Rate mal)
- Finchen (aus der deutschen Ausgabe der Sesamstraße)
- Gary (aus der Zeichentrickserie SpongeBob Schwammkopf)
- Katsuyu (aus der Manga- und Anime-Serie Naruto)
- Monika (aus der Kinderhörspielserie Die kleine Schnecke Monika Häuschen)
- Patientia Eilig (aus der Tiergeschichte Peter Plüsch von Manfred Kyber)
- Rokubi (sechsschwänzige Schnecke aus der Manga- und Anime-Serie Naruto, eines der Bijuus)
- Schleichmann (aus der Zeichentrickserie Camp Lazlo)
- Speedy, die Schnecke (aus der Zeichentrickserie Abenteuer mit Timon und Pumbaa)

## Schwämme
- SpongeBob Schwammkopf (Schwamm aus der gleichnamigen Zeichentrickserie)

## Schweine
- Babe (aus dem Spielfilm Ein Schweinchen namens Babe und dessen Fortsetzung)
- Baby Hübner (Wildschweinkind aus dem Kinderbuch Katze mit Hut)
- Botan (aus dem Computerspiel Clannad und dessen Adaptionen)
- Boyd, Floyd und Lloyd (aus der Zeichentrickserie Die Raccoons)
- Die drei kleinen Schweinchen (aus dem gleichnamigen Märchen der Gebrüder Grimm und dessen Verfilmung)
- Edgar (auch „Der heilige Edgar“; aus der Minecraft-Videoreihe und Büchern des YouTubers Paluten)
- Ferkel (im Original „Piglet“; aus den Pu der Bär-Kinderbüchern von A. A. Milne und den Zeichentrickserien und -filmen Winnie Puuh)
- Die Kaiserin von Blandings (im Original „Empress of Blandings“; ein fiktives Mastschwein, in einer Reihe von Erzählungen und Romanen des britisch-amerikanischen Schriftstellers P. G. Wodehouse)
- Miss Piggy (aus der Puppen- und Comedyserie Die Muppet Show)
- Napoleon, Rotäuglein (im Original „Pinkeye“), Old Major, Schneeball (im Original „Snowball“) und Schwatzwutz (im Original „Squealer“) (aus dem Roman Farm der Tiere von George Orwell)
- P-chan (aus der Mangaserie Ranma ½)
- Pepik (aus dem Kinderbuch Kater Mikesch von Josef Lada und bei der Augsburger Puppenkiste)
- Peppa Wutz (aus der gleichnamigen Zeichentrickserie)
- Pey’j (aus dem Computerspiel Beyond Good & Evil)
- Piggeldy und Frederick (aus der Westausgabe des Sandmännchens)
- Die Pinky Piggys (für das Kinderüberraschungs-Ei von Ferrero)
- Rennschwein Rudi Rüssel (aus dem gleichnamigen Kinderroman von Uwe Timm und dessen Verfilmung)
- Ringel (aus der Animationsserie Au Schwarte!)
- Rubella Mucki (Warzenschwein aus der Zeichentrickserie Camp Lazlo)
- Schweine im Weltall (aus der Puppen- und Comedyserie Die Muppet Show)
- Schweinchen Dick (im Original „Porky Pig“; aus den Zeichentrickserien Looney Tunes und Merrie Melodies)
- Siebenschwein (aus dem Gedicht Der Nachtschelm und das Siebenschwein in Christian Morgensterns Galgenliedern)
- Spanky Ham (aus der Zeichentrickserie Drawn Together)
- Spider-Schwein (im Original „Plopper“; aus dem Zeichentrickfilm Die Simpsons – Der Film)
- Tonton (aus der Manga- und Anime-Serie Naruto)
- Truffels (Wildschwein aus der Zeichentrickserie Happy Tree Friends)
- Vierviertelschwein (aus dem Gedicht Der Tanz in Christian Morgensterns Galgenliedern)
- Waldemar (aus der Zeichentrickserie und Kinoverfilmung Mullewapp von Helme Heine)
- Wutz (aus der Kinderbuchreihe Urmel aus dem Eis von Max Kruse und bei der Augsburger Puppenkiste)

## Seesterne
- Bella (aus dem Animationsfilm Findet Nemo)
- Patrick Richard Star (aus der Zeichentrickserie SpongeBob Schwammkopf)

## Spinnen
- Anansi (westindischer Spinnengott, aus den Romanen American Gods und Anansi Boys von Neil Gaiman)
- Aragog (Riesenspinne aus den Harry-Potter-Romanen)
- Itsy (aus der Zeichentrickserie Itsy Bitsy – Einer spinnt immer)
- Kankra (im Original „Shelob“; aus dem Roman Der Herr der Ringe von J. R. R. Tolkien)
- Kumonga (Riesenspinne, ein Kaijū aus Godzilla-Filmen)
- Kyodaigumo (aus der Manga- und Animeserie Naruto)
- Die schwarze Spinne (aus der gleichnamigen Erzählung von Jeremias Gotthelf)
- die Spinne (aus dem Kinderbuch Kleiner König Kalle Wirsch von Tilde Michels)
- Thekla (aus der Zeichentrickserie Die Biene Maja)
- Ungoliant (aus J. R. R. Tolkiens fiktiver Welt)
- Ygramul, genannt „die Viele“ (aus dem Roman Die unendliche Geschichte von Michael Ende, eigentlich ein riesiger Schwarm aus Insekten)

## Stachelschweine
- Flaky (Stachelschwein aus der Zeichentrickserie Happy Tree Friends)

## Stinktiere
- Blume, orig. „Flower“ (aus dem Zeichentrickfilm Bambi)
- Fifi la Fume aus der Zeichentrickserie Tiny Toon Abenteuer, weibliches Pendant zu Pepe le Pew
- Pepe das Stinktier, orig. „Pepé le Pew“ (kommt vor allem in der gleichnamigen Zeichentrick-Kurzfilm Reihe vor)
- Petunia (aus der Zeichentrickserie Happy Tree Friends)
- Johnny Pew (aus dem Zeichentrickfilm Tiny Toon Abenteuer – total verrückte Ferien), Pendant zu Pepe le Pew
- Schubert (ehemaliger Schuhputzjunge, jetzt Schuhverkäufer aus der Videospielreihe Animal Crossing)
- Skunk (Die Hauptfigur aus Skunk Fu)
- Stella (Eine Hauptfigur aus Ab durch die Hecke)
- Stinky (Co-Moderator der Jim Henson’s Animal Show)

## Tiger
- Der kleine Tiger Daniel, gleichnamige Zeichentrickserie
- Der Esso-Tiger (Werbefigur der Mineralölfirma Esso, 1965; Werbespruch: „Pack den Tiger in den Tank“)
- Der Kleine Tiger (aus den Bilderbüchern von Janosch)
- Hobbes (ein Stofftiger aus dem Comic Calvin & Hobbes von Bill Watterson)
- Rajah (der Tiger von Prinzessin Jasmin aus dem Zeichentrickfilm Aladdin)
- FruchTiger (Werbefigur des gleichnamigen Kindergetränks)
- Miesimissa Pfotenpuff (Tigerdame aus der Tiergeschichte Der Oberaffe von Manfred Kyber)
- Sangha und Kumal (letzterer im Original: Koumal, aus Jean-Jacques Annauds Spielfilm Zwei Brüder)
- Shir Khan (im Original: „Shere Khan“; in aus Rudyard Kiplings Das Dschungelbuch und dessen Verfilmungen)
- Tieger (im Original: „Tigger“, in den Winnie-Pooh-Romanen von Alan Alexander Milne)
- Tigress (Kung Fu-Kämpferin in Kung Fu Panda 1 & 2)
- Tipus Tiger (eine Spielorgel, die einen Tiger beim Töten eines Engländers zeigt und auf einen realen Vorfall zurückgeht)
- Tony Tiger (Werbefigur der „Frosties“-Frühstücksflocken von „Kellogg’s“)
- Rosaroar, Kriegerin und Nebenfigur aus (Alan Dean Fosters Bannsänger-Fantasyzyklus)
- Vitaly (etwas mürrischer Messerwerfer und Reifenspringer im Zirkus aus Madagascar 3)

## Tintenfische, Kraken, Oktopoden
- Hachibi (ein Bulle aus der Manga- und Anime-Serie Naruto, dessen 8 Schwänze aus Tentakeln bestehen)
- Hank (aus dem Animationsfilm Findet Dorie)
- Karlchen Krake (Tintenfisch aus der gleichnamigen Tiergeschichte von Manfred Kyber)
- Klecksi, der Tintenfisch (aus der gleichnamigen Serie der Augsburger Puppenkiste um 1965/66 für die Westausgabe des Sandmännchens)
- Gezora (Riesentintenfisch aus dem Film Aliens Monster des Grauens greifen an)
- Jérôme Tintenfisch (aus dem gleichnamigen Kinderbuch von Michael Staub und Maria Mariano)
- „Der Kraken“ (aus den Spielfilmen Pirates of the Caribbean – Fluch der Karibik 2 und Pirates of the Caribbean – Am Ende der Welt)
- Snorri (Werbefigur von Rulantica und Figur aus der gleichnamigen Romanserie im Coppenrath Verlag)
- Squbb und Squiller (aus der Romanserie Abarat von Clive Barker)
- Thaddäus Tentakel (aus der Zeichentrickserie SpongeBob Schwammkopf)
- Die „Tintenfische aus dem zweiten Stock“ (aus der gleichnamigen Kinder-Fernsehserie von Ota Hofman und Jindrich Polák)
- Ursula (aus dem Zeichentrickfilm Arielle, die Meerjungfrau)

## Vögel
Siehe auch Enten, Gänse, Hühner, Papageien, Pinguine, Geier, Eulen und Raben
- Bibo und Klein Bibo (aus der Sesamstraße)
- Die „Bingo Birds“ (Krähen, vom Designer André Roche für das Kinderüberraschungsei von Ferrero)
- Calimero (schwarzes Vogelküken, das ab 1963 ein Waschmittel bewarb und 1972 eine eigene Zeichentrickserie bekam)
- Dave (Seetaucher aus der Zeichentrickserie Camp Lazlo)
- Frau Elster (aus der Sendung Unser Sandmännchen)
- Erich, Franz und der dicke Hans, drei Spatzen aus dem Gedicht Die drei Spatzen von Christian Morgenstern
- Falco Lombardi (aus der Videospielserie Starfox)
- Gulliver (Seemöwe aus der Videospielreihe Animal Crossing)
- Gwaihir, der Windfürst (Adler aus Der Herr der Ringe)
- Henery Hawk, der kleine Falke (in der deutschen Version ein Hühnerhabicht, eine Figur aus der Zeichentrickserie Looney Tunes über Bugs Bunny und seine Freunde)
- Herr Lups (ein etwas unter dem Pantoffel stehender Spatz in der gleichnamigen Tiergeschichte von Manfred Kyber)
- Hooty (Eule von Doctor Midnight in der gleichnamigen Comicreihe)
- Kalif Storch (aus dem gleichnamigen Märchen von Wilhelm Hauff, ein verzauberter Kalif)
- Kazooie, weiblicher Strauß aus dem Nintendo-Spiel „Banjo-Kazooie“ für das Nintendo 64
- Marabu, der nachts bei Vollmond in der Oase ein Buch liest, aus Christian Morgensterns Klaus Burrmann, der Tierweltphotograph
- Odette und Odile, Schwäne aus Schwanensee, Ballett zur Musik von Pjotr Iljitsch Tschaikowski
- Oona und Baba, Papageitaucher aus der Netflix-Animationsserie Puffin Rock
- Padde (als „Piratenamsel“ bezeichneter Mittel-Beo aus dem Kinderbuch Die Piratenamsel von Uwe Timm)
- Pelle, der Pelikan aus der dänischen Comic-Reihe Petzi
- Peter, Pelly und Peggy (Betreiber des Postamtes in der Videospielreihe Animal Crossing)
- Pigwidgeon (die Eule von Ron Weasley, Freund von Harry Potter aus den gleichnamigen Romanen von J.K. Rowling)
- Ping-Pong (Seetaucher aus der Zeichentrickserie Camp Lazlo)
- Road Runner (aus den Zeichentrickserien Looney Tunes und Merrie Melodies nach Cartoons von Chuck Jones)
- Reinickenfuchs (Storch in der Fabelwelt; aus „Das ganze Leben ist ein Quiz“ von Hape Kerkeling)
- Sam (Adler in der Muppet Show)
- Schusch, ein Schuhschnabel (aus der Buchreihe Urmel aus dem Eis und deren Verfilmungen)
- Sheila (die Begleiterin von Sindbad in der gleichnamigen Zeichentrickserie)
- Skalbis (fiktive Seevögel in den Scheibenwelt-Romanen von Terry Pratchett)
- Der Spatz vom Wallrafplatz, die Titelfigur der gleichnamigen deutschen Fernsehreihe
- Stolpervogel (Schreitvogel aus dem Kinderbuch Katze mit Hut)
- Sweety (Klingeltoninterpret von „Jamba!“)
- Tweety (aus den Sylvester-und-Tweety-Cartoons der Warner Brothers)
- Tagtigall, aus dem Christian-Morgenstern-Gedicht Neubildungen der Natur vorgeschlagen
- Die Taucher aus Werner (Autoren der Taucher-Witze, gezeichnet von Brösel)
- Tiffy (aus dem Sesamstraße)
- Woodstock (der gefiederte Freund von Snoopy aus der Cartoonreihe Peanuts von Charles M. Schulz)
- Woody Woodpecker (Specht in einer gleichnamigen Cartoonreihe)
- Die Möwe Jonathan (in dem gleichnamigen Buch von Richard Bach und dem darauf basierenden Film)
- Der Sperlingsprinz (aus der Serie South Park)
- Karl Kiebitz (aus dem Jugendmagazin Spick)
- Vincent der Falke („halb Junge, halb Mann, halb Vogel“; Fiktive Comicfigur aus dem Film „Agentenschreck“ mit Jerry Lewis und Dean Martin)

## Wale
- George und Grace (Buckelwale aus dem Spielfilm Star Trek IV: Zurück in die Gegenwart)
- Moby Dick (weißer Pottwal aus dem gleichnamigen Roman von Herman Melville, jedoch mit dem real existierenden Mocha Dick als Vorbild)
- Monstro (aus dem Zeichentrickfilm Pinocchio)
- Perla Krabs (aus der Zeichentrickserie SpongeBob Schwammkopf)
- Tico (aus der Zeichentrickserie Tico – Ein toller Freund)
- Willy (Orca aus dem Spielfilm Free Willy – Ruf der Freiheit und seinen Fortsetzungen)

## Walrosse
- Antje (ehemaliges Maskottchen des NDR, Protagonistin der gleichnamigen Zeichentrickserie von Janosch)
- Wally, das Walross, begleitet oft Käpt’n Tollpatsch (aus der Computeranimationsserie PAW Patrol)
- Winci (hungernder Wanderkünstler aus der Videospielreihe Animal Crossing)

## Wanzen
- Frau Oberbettrat Krabbelbein, geborene Saugesanft und Baron Plattmagen (aus der Tiergeschichte Unter uns Ungeziefer von Manfred Kyber)

## Warane
- Joanna (aus Bernhard und Bianca)
- Komodo Waran und Mini Komodo (aus der Kinderserie Huhu Uhu – Abenteuer im Kreuzkrötenkraut)
- Wawa (aus der Buchreihe Urmel aus dem Eis und deren Verfilmungen)

## Warzenschweine
- Pumbaa (aus den Animationsfilmen Der König der Löwen und Der König der Löwen 2 – Simbas Königreich sowie der Zeichentrickserie Abenteuer mit Timon und Pumbaa)

## Waschbären
- Bert Raccoon, Ralph Raccoon, Melissa Raccoon und Lisa Raccoon (aus der Zeichentrickserie Die Raccoons)
- Lifty und Shifty (diebische Waschbärbrüder aus der Zeichentrickserie Happy Tree Friends)
- Meeko (aus dem Zeichentrickfilm Pocahontas)
- Mr. Nibbles (aus der Zeichentrickserie Die Simpsons)
- Rascal (aus dem Buch und der Zeichentrickserie Rascal, der Waschbär)
- R.J. (aus dem Animationsfilm Ab durch die Hecke)
- Rocket Raccoon (aus dem Spielfilm Guardians of the Galaxy)
- Sly Cooper (aus dem gleichnamigen Videospiel für die PlayStation 2)
- Tätzchen (aus dem Kinderbuch Tätzchen der Ausreißer von Rudo Moric)

## Wiesel
- Duke Weaselton (ein Wiesel aus dem Animationsfilm Zoomania)
- Kamatari (aus der Manga- und Anime-Serie Naruto)
- Wiesel (das Wieselweibchen aus Als die Tiere den Wald verließen)
- Wusel (das Wieselmännchen aus Als die Tiere den Wald verließen)
- das ästhetische Wiesel (aus den Galgenliedern von Christian Morgenstern)

## Wölfe
- Akela (aus Rudyard Kiplings Das Dschungelbuch und dessen Verfilmungen)
- Blue, Darcia, Hige, Toboe und Tsume (aus dem Anime Wolf’s Rain)
- Chip (Werbefigur für „Cookie Crisp“ von Nestlé)
- Carcharoth („Der Rote Rachen“/„Anfauglir, das Maul des Durstes“; aus J. R. R. Tolkiens Silmarillion)
- Der kleine Wolf (im Original: „Li’l Bad Wolf“; der liebe Sohn von Ede Wolf aus den Comics von den drei kleinen Schweinchen)
- Der Sheriff von Nottingham (aus dem Zeichentrickfilm Robin Hood)
- Ede Wolf (im Original: „Big Bad Wolf“; der „böse Wolf“ aus den Comics von den drei kleinen Schweinchen)
- Gierschlund Wolf (aus den Mike-Comics der Volksbanken)
- Grauwind, Sommer, Struppel, Nymeria, Lady, Geist („Schattenwölfe“', eine fiktive Unterart des Wolfes aus der Fantasy-Sage Das Lied von Eis und Feuer sowie der TV-Adaption Game of Thrones)
- Hamlet (Anführer des wilden Packs aus der gleichnamigen Buchreihe, in der auch mehrmals Blane, Fenris, Lana und Lupus auftauchen)
- Holo (häufig auch Horo genannt, aus der Light-Novel-Reihe Ōkami to Kōshinryō)
- Kiba (aus dem Anime Wolf’s Rain)
- Lupinchen, Lupo und Oma Eusebia (aus der Comicserie Fix und Foxi von Rolf Kauka)
- Lupo Lupone (aus der Puppentrickserie Die Abenteuer der Cappuccetto)
- Wolf (aus dem Animationsfilm Die Rotkäppchen-Verschwörung)
- Wolfsblut (im Original: „White-Fang“; aus dem gleichnamigen Roman von Jack London)

## Würmer
- Egon Wurm (Aus den Büchern von Richard Scarry)
- Jim der Regenwurm (Original „Earthworm Jim“; aus der Zeichentrickserie, dem Marvel-Comic und dem Computerspiel Earthworm Jim)
- Friedolin (Regenwurm aus dem Kinderbuch Die Konferenz der Tiere von Erich Kästner)
- Heinz (Bücherwurm aus dem Onlinespiel Letterheinz)
- Lexi (Bücherwurm aus der Puppenspielserie Hallo Spencer)
- Max (Regenwurm aus der Zeichentrickserie Die Biene Maja)
- Mr. Doodles (aus der Zeichentrickserie SpongeBob Schwammkopf)
- Willy Wurm (aus dem Zeichentrickfilm In der Arche ist der Wurm drin)
- Willi Wurm und Wendy Wurm (aus dem Comic Willi Wurm und seine Freunde von Jan Gulbransson und Gabriel Nemeth im Kindermagazin Medizini)

## Zebras
- Marty (Zebra aus dem Animationsfilm Madagascar von Dreamworks)
- Zigby (aus der Animationsserie Zigby, das Zebra)
- Khumba (aus dem Animationsfilm Khumba – Das Zebra ohne Streifen / Khumba, das Zebra ohne Streifen am Popo)

## Ziegen
- Bärli, Schwäni und Schnucki (aus der Anime-Serie Heidi)
- Bobesch, der Ziegenbock (im Buch Kater Mikesch von Josef Lada und bei der Augsburger Puppenkiste)
- Djali, Ziege Esmeraldas (aus Der Glöckner von Notre-Dame)
- Doctor Cornwallis, Ziegenbock, Anführer des PETA-Camps in South Park Staffel 8 Episode 8.
- Euter-Klaas, aus dem Kinderbuch Seeräubermoses von Kirsten Boie
- Meckerbart, der Ziegenbock (Gegenspieler von den Hasen Zähnchen und Ohrchen im Sandmännchen-Trickfilm)